# Lịch sử Chăm Pa
Lịch sử Chăm Pa là lịch sử các quốc gia của người Chăm gồm: Hồ Tôn, Lâm Ấp, Hoàn Vương, Chiêm Thành (Campanagara) và Thuận Thành (Nagar Cam), thành lập từ năm 192 và kết thúc vào năm 1832.
Trước thế kỷ thứ II, vùng đất của vương quốc Chăm Pa cổ đã được nhắc đến với tên Hồ Tôn Tinh (trong truyền thuyết), rồi tên huyện Tượng Lâm (thuộc quận Nhật Nam thời nhà Hán) khi nằm dưới sự thống trị của Trung Quốc. Lãnh thổ này được ghi nhận là từ miền Trung trở vào miền Nam Việt Nam, thay đổi tùy thời kỳ. Từ 1694 đến 1832, chúa Chăm Pa (Trấn vương Thuận Thành) nằm dưới sự bảo hộ của các chúa Nguyễn, vua nhà Tây Sơn và vua nhà Nguyễn cho đến lúc bị sáp nhập hoàn toàn.
Lịch sử vương quốc Chăm Pa được khôi phục dựa trên ba nguồn sử liệu chính:
- Các di tích còn lại bao gồm các công trình đền tháp xây bằng gạch còn nguyên vẹn cũng như đã bị phá hủy và cả các công trình chạm khắc đá;
- Các văn bản còn lại bằng tiếng Chăm, tiếng Phạn trên các bia và bề mặt các công trình bằng đá;
- Các sách sử của Việt Nam, Trung Quốc, Campuchia, Thái Lan,... các văn bản ngoại giao và các văn bản khác liên quan còn lại.

## Tên gọi Chăm Pa

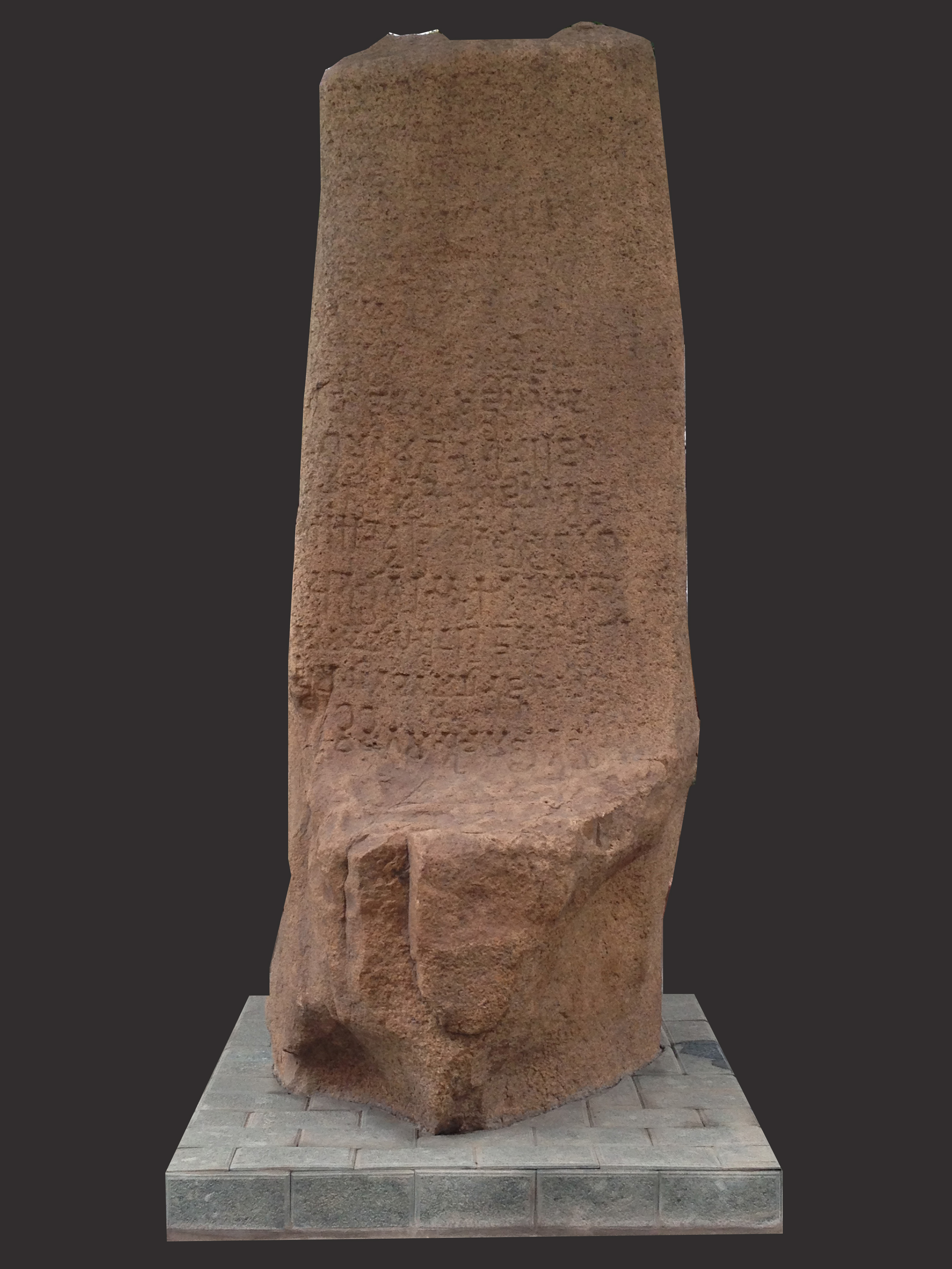
Bia Võ Cạnh (thế kỷ thứ 3) tìm thấy ở Khánh Hòa là bia ký sớm nhất trong lịch sử Chămpa, cũng là văn bản tiếng Phạn sớm nhất được tìm thấy ở Đông Nam Á.

Danh xưng Champa xuất hiện đầu tiên trong các bia ký vào thế kỷ thứ VII. Bia ký C96 ở Mỹ Sơn năm 658 đề cập đến danh từ Campapuryyam (thành bang Champa), Campapura-pamesvara (chúa tể của thành bang Champa) và Campanagara (Vương quốc Champa). Bia C73 tại Mỹ Sơn nhắc đến danh từ Campadesa (người mang lại thịnh vượng cho Champa). Danh xưng Champa còn xuất hiện qua văn bia vua Kandarpadharma tại Huế. Tại Angkor, một bia ký của Đế chế Khmer ghi nhận vào năm 657, người trị vì Champa (Campesvara) đã sai sứ bộ đến Campuchia.

## Thời tiền sử
Người dân Chăm Pa có nguồn gốc Malayo-Polynesian di cư đến đất liền Đông Nam Á từ Borneo vào thời đại văn hóa Sa Huỳnh ở thế kỷ thứ I và thứ II trước Công nguyên. Qua quan sát đồ đất nung, đồ thủ công và đồ tùy táng đã phát hiện thấy có một sự chuyển đổi liên tục từ những địa điểm khảo cổ như hang động Niah ở Sarawak, Đông Malaysia. Các địa điểm văn hóa Sa Huỳnh rất phong phú đồ sắt trong khi nền văn hóa Đông Sơn cùng thời kỳ ở miền Bắc Việt Nam và các nơi khác trong khu vực Đông Nam Á lại chủ yếu là đồ đồng. Ngôn ngữ Chăm thuộc ngữ hệ Nam Đảo (Austronesian).

## Văn hóa Sa Huỳnh
Văn hóa Sa Huỳnh là xã hội tiền sử thuộc thời đại kim khí tại khu vực ven biển miền Trung Việt Nam. Năm 1909, đã phát hiện khoảng 200 lọ được chôn ở Sa Huỳnh, một làng ven biển ở nam Quảng Ngãi. Từ đó đến nay đã phát hiện được rất nhiều hiện vật ở khoảng 50 địa điểm khảo cổ. Sa Huỳnh có đặc điểm văn hóa thời đại Đồng Thau rất đặc trưng với phong cách riêng thể hiện qua các hiện vật như rìu, dao và đồ trang sức. Việc định tuổi theo phương pháp phóng xạ carbon đã xếp văn hóa Sa Huỳnh đồng thời với văn hóa Đông Sơn, tức khoảng thiên niên kỷ thứ nhất trước Công nguyên. Người Chăm bắt đầu cư trú tại đồng bằng ven biển miền Trung Việt nam từ khoảng năm 200 công nguyên. Lúc này người Chăm đã tiếp thu các yếu tố của văn hóa tôn giáo và chính trị của Ấn Độ. Các nghiên cứu khảo cổ học của các tác giả Việt Nam đã cho thấy người Chăm chính là hậu duệ về mặt ngôn ngữ và văn hóa của người Sa Huỳnh cổ. Các hiện vật khảo cổ của người Sa Huỳnh đã cho thấy họ đã là những người thợ thủ công rất khéo tay và đã sản xuất ra nhiều đồ trang sức và vật dụng trang trí bằng đá và thủy tinh. Phong cách trang sức Sa Huỳnh còn phát hiện thấy ở Thái Lan, Đài Loan và Philippines cho thấy họ đã buôn bán với các nước láng giềng ở Đông Nam Á cả bằng đường biển và đường bộ. Các nhà khảo cổ cũng quan sát thấy các hiện vật bằng sắt đã được người Sa Huỳnh sử dụng trong khi người Đông Sơn láng giềng vẫn còn chủ yếu sử dụng đồ đồng.

## Nhà nước Lâm Ấp
Theo tài liệu lịch sử Trung Quốc, nhà nước Chăm Pa đã được biết đến đầu tiên là vương quốc Lâm Ấp bắt đầu từ năm 192 ở khu vực Huế ngày nay, sau cuộc khởi nghĩa của người dân địa phương chống lại nhà Hán. Trong nhiều thế kỷ sau đó, quân đội Trung Quốc đã nhiều lần cố gắng chiếm lại khu vực này nhưng không thành công.
Từ nước láng giềng Phù Nam ở phía tây và nam, Lâm Ấp nhanh chóng hấp thu nền văn minh Ấn Độ. Các học giả đã xác định thời điểm bắt đầu của Chăm Pa là thế kỷ thứ IV Công nguyên, khi quá trình Ấn hóa đang diễn ra. Đây chính là giai đoạn mà người Chăm đã bắt đầu có các văn bản mô tả trên đá bằng chữ Phạn và bằng chữ Chăm, và họ đã có bộ chữ cái hoàn chỉnh để ghi lại tiếng nói của người Chăm.
Vị vua đầu tiên được mô tả trong văn bia là Bhadravarman, cai trị từ năm 349 đến 361. Ở thánh địa Mỹ Sơn, vua Bhadravarman đã xây dựng nên ngôi đền thờ thần có tên là Bhadresvara, cái tên là sự kết hợp giữa tên của nhà vua và tên của thần Shiva, vị thần của các thần trong Ấn Độ giáo. Việc thờ vua như thờ thần, chẳng hạn như thờ với tên thần Bhadresvara hay các tên khác vẫn tiếp diễn trong các thế kỷ sau đó.
Vào thời Bhadravarman, kinh đô của Lâm Ấp là kinh thành Simhapura ("thành phố Sư tử"), nằm ở dọc hai con sông và bao quanh bởi tường thành có chu vi dài đến tám dặm. Theo ghi chép lại của một người Trung Quốc thì người Lâm Ấp vừa ưa thích ca nhạc nhưng cũng lại hiếu chiến, và có "mắt sâu, mũi thẳng và cao, và tóc đen và xoăn".
Cũng theo tài liệu Trung Quốc, Sambhuvarman lên ngôi vua Lâm Ấp năm 529. Các tài liệu cũng mô tả vị vua này đã cho khôi phục lại ngôi đền thờ Bhadresvara sau một vụ cháy. Sambhuvarman cũng đã cử sứ thần sang cống tuế Trung Quốc, và đã xâm lược không thành phần đất mà ngày nay là miền Bắc Việt Nam. Năm 605, tướng Lưu Phương nhà Tùy xâm lược Lâm Ấp, và đã chiến thắng sau khi dụ tượng binh của Lâm Ấp đến và tiêu diệt tại trận địa mà trước đó ông đã cho đào nhiều hố nhỏ và phủ cỏ lên. Vào khoảng những năm 620, các vua Lâm Ấp đã cử nhiều sứ thần sang nhà Đường và xin được làm nước phiên thuộc của Trung Quốc.
Các tài liệu Trung Quốc ghi nhận cái chết của vị vua cuối cùng của Lâm Ấp là vào khoảng năm 756 Công nguyên. Sau đó trong một thời gian dài, các sách sử Trung quốc gọi Chăm Pa là "Hoàn Vương". Tài liệu Trung Quốc sớm nhất sử dụng tên có dạng "Chăm Pa" là vào năm 877, tuy nhiên, những cái tên như vậy đã được người Chăm sử dụng muộn nhất là từ năm 629, và người Khmer đã dùng muộn nhất là từ năm 657.

## Hoàn Vương
Từ thế kỷ thứ VII đến thế kỷ thứ X, người Chăm kiểm soát việc buôn bán hồ tiêu và tơ lụa giữa Trung Quốc, Ấn Độ, Indonesia, và đế quốc Abbassid ở Baghdad. Người Chăm còn bổ sung thêm cho nguồn thu nhập của mình từ thương mại, không chỉ bằng việc xuất khẩu ngà voi và trầm hương mà còn bằng cả các hoạt động cướp phá trên biển và các nước láng giềng ven biển.

### Thánh địa Mỹ Sơn

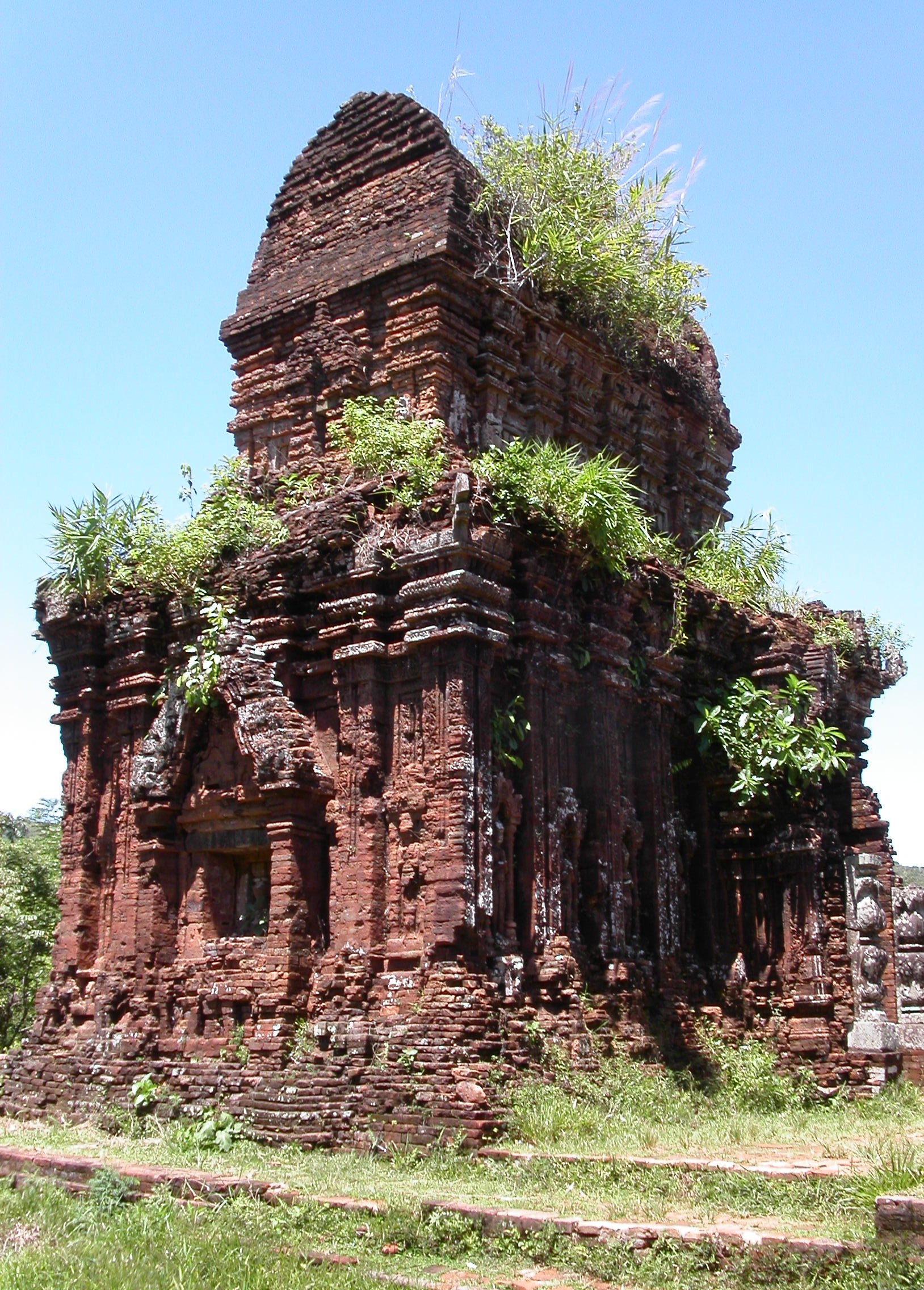
Tháp Chăm ở Mỹ Sơn

Vào nửa cuối thế kỷ thứ VII, các ngôi đền của hoàng gia bắt đầu được xây dựng tại Mỹ Sơn. Tôn giáo chính lúc này là thờ thần Shiva nhưng các ngôi đền cũng thờ cả thần Vishnu. Các học giả gọi phong cách kiến trúc thời kỳ này là phong cách Mỹ Sơn E1, để chỉ các di tích ở Mỹ Sơn điển hình theo phong cách này. Các công trình còn đến nay của phong cách này bao gồm bệ đá hình linga được biết với tên gọi là bệ đá Mỹ Sơn E1 và phần trán tường có hình Brahma được sinh ra từ hoa sen nở từ rốn của thần Vishnu đang ngủ.
Trong một văn bia khắc năm 657 tìm thấy ở Mỹ Sơn, vua Prakasadharma, người lấy hiệu là Vikrantavarman I, đã tự xưng có bên ngoại là hậu duệ của Brahman Kaundinya và công chúa rắn Soma, người theo truyền thuyết cũng là thủy tổ của người Khmer. Chính văn bia này đã cho thấy mối quan hệ về văn hóa và chủng tộc giữa vương quốc Chăm Pa và đế quốc Khmer. Bia được khắc nhân dịp vua cho dựng tượng đài, có lẽ là linga, cho thần Shiva. Một văn bia khác mô tả lời cầu nguyện chân thành của vua khi hiến tế cho Shiva: người là nguồn khởi thủy của sự kết thúc vĩnh viễn sự sống, điều rất khó đạt được; mà bản chất thực sự nằm ngoài suy nghĩ và lời nói của con người, tuy nhiên những ai mà ý niệm tương đồng với vũ trụ thì hình thái của người sẽ hiện ra.

### Thời hưng thịnh của Kauthara
Vào thế kỷ thứ VIII, trung tâm chính trị của Chăm Pa đã tạm thời chuyển từ Mỹ Sơn xuống khu vực Panduranga và Kauthara, với trung tâm ở quanh quần thể đền tháp là Tháp Bà - Po Nagar ở gần Nha Trang ngày nay nơi để thờ nữ thần đất Yan Po Nagar. Năm 774, người Java đã phá hủy Kauthara, đốt đền thờ Po Nagar, và mang đi tượng Shiva. Vua Chăm là Satyavarman đã đuổi theo quân giặc và đánh bại chúng trong một trận thủy chiến. Năm 781, Satyavarman đã dựng bia tại Po Nagar, tuyên bố đã chiến thắng và kiểm soát toàn bộ khu vực và đã dựng lại đền. Năm 787, người Java lại đốt phá đền thờ Shiva ở gần Panduranga.

## Chiêm Thành

### Triều đại Phật giáo ở Indrapura

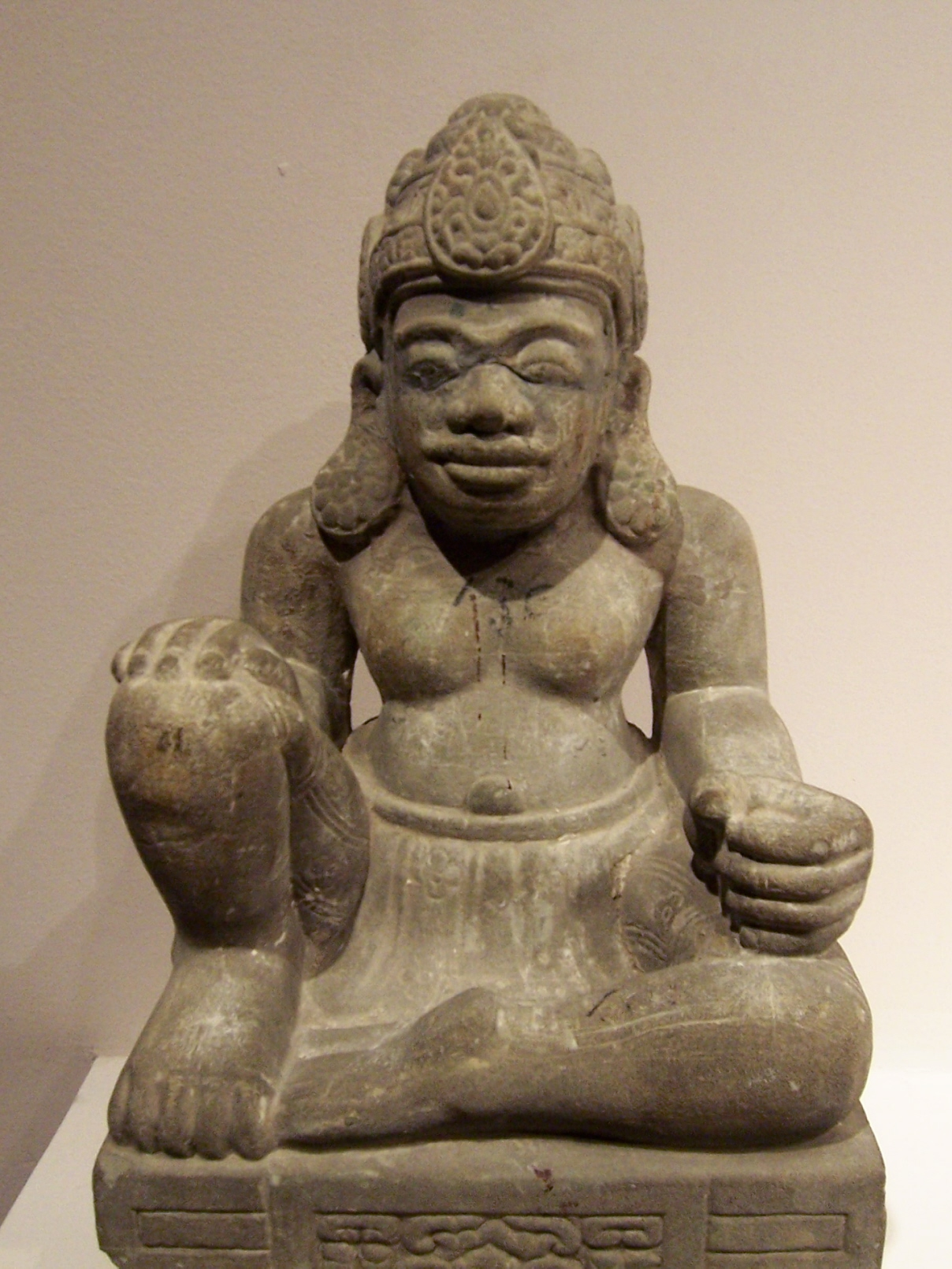
Tượng Phật Đồng Dương – Cuối thế kỷ thứ IX.

Năm 875, vua Indravarman II đã xây dựng nên triều đại mới ở Indrapura (thành Đồng Dương, ở huyện Thăng Bình, Việt Nam ngày nay). Vua Indravarman tự xưng là hậu duệ của Bhrigu trong sử thi Mahabharata, và quyết đoán rằng chính kinh thành Indrapura đã từng được chính Bhrigu ở thời cổ đại xây dựng nên.
Indravarman là vị vua Chăm đầu tiên theo Phật giáo Đại thừa và xem đây là tôn giáo chính thức. Ở trung tâm của Indrapura, ông đã xây dựng một tu viện Phật giáo (vihara) để thờ bồ tát Lokesvara (Quán Thế Âm). Di tích này đã bị hủy hoại trong chiến tranh Việt Nam, chỉ còn lại một số hình ảnh và bản vẽ từ trước chiến tranh. Một số tượng đá từ tu viện cũng được gìn giữ tại các viện bảo tàng ở Việt Nam. Các học giả đã gọi phong cách nghệ thuật điển hình tại Indrapura là phong cách Đồng Dương. Phong cách đặc trưng bởi tính năng động và tính hiện thực về mặt dân tộc học khi mô tả người Chăm. Các tác phẩm còn lại của phong cách này có một số bức tượng dvarapala hay hộ pháp rất dữ tợn trước đây được đặt ở quanh tu viện. Thời kỳ Phật giáo thống trị, Chăm Pa kết thúc năm 925, lúc phong cách Đồng Dương đã bắt đầu nhường bước cho các phong cách tiếp theo có mối liên hệ với sự phục hồi của đạo thờ thần Si-va.
Các vua của triều đại Indrapura đã xây dựng ở Mỹ Sơn một số đền tháp vào thế kỷ thứ IX và thứ X. Các đền tháp này ở Mỹ Sơn đã xác định một phong cách kiến trúc và nghệ thuật khác mà các học giả gọi là phong cách Mỹ Sơn A1, dùng để chỉ tất cả các di tích ở Mỹ Sơn điển hình cho phong cách này. Với sự chuyển đổi tôn giáo từ Phật giáo trở về Si-va giáo vào khoảng thế kỷ thứ X, trung tâm tôn giáo của người Chăm cũng chuyển từ Đồng Dương trở về Mỹ Sơn.
Chăm Pa đạt đến đỉnh cao của văn minh Chăm ở Indrapura nằm tại khu vực Đồng Dương và Mỹ Sơn ngày nay. Các yếu tố dẫn đến sự suy yếu của Chăm Pa ở các thế kỷ sau chính là ở vị trí lý tưởng nằm trên các tuyến thương mại, dân số ít và thường xuyên có chiến tranh với các nước láng giếng là Đại Việt ở phía Bắc và Khmer ở phía Tây và Nam.
Lịch sử Bắc Chăm Pa (Indrapura và Vijaya) phát triển đồng thời với vương quốc láng giềng là nền văn minh Angkor của người Khmer nằm ở phía bắc hồ lớn Tonle Sap trên phần đất mà ngày nay là Campuchia. Sau khi vương triều Chăm ở Indrapura được thiết lập năm 875 thì chỉ hai năm sau tức năm 877 tại Roluos, vua Indravarman I đã thiết lập đế quốc Khmer. Lịch sử của Chăm Pa và đế quốc Khmer cũng đều phát triển rực rỡ trong thế kỷ X đến thế kỷ XII, rồi đều dần suy yếu và tan rã vào thế kỷ thứ XV. Năm 1238, đế quốc Khmer mất miền đất phía tây xung quanh Sukhothai sau một cuộc nổi dậy của người Xiêm. Thành công của cuộc nổi dậy không chỉ mở ra kỷ nguyên độc lập của người Xiêm mà còn báo trước sự tan rã của Angkor năm 1431 sau khi bị người Xiêm từ vương quốc Ayutthaya phá hủy và rồi bị sáp nhập vào Sukhothai năm 1376. Sự suy yếu của Chăm Pa cũng diễn ra đồng thời với Angkor, dưới sức ép từ Đại Việt, quốc gia nằm ở miền Bắc Việt Nam ngày nay, và chấm hết khi kinh thành Vijaya (tức Chà Bàn) bị người Việt chinh phục và phá hủy vào năm 1471.

### Khmer xâm lăng Kauthara
Năm 944 và 945, quân đội Khmer từ Angkor đã xâm chiếm khu vực Kauthara. Khoảng năm 950, người Khmer đã phá hủy đền Po Nagar và lấy đi tượng nữ thần.
Năm 960, vua Chăm là Jaya Indravaman I đã cử sứ thần sang nhà Tống (lúc này đóng đô ở Khai Phong): "Năm Kiến Long thứ hai (建隆二年, 961) đời Tống, vua là Thích Lợi Nhân Đà Bàn (釋利因拖盤 "Jaya Indravarman I") sai sứ đến triều. Biểu văn cống được viết trên giấy Bối Đa Huyền (貝多軒), đựng trong hộp gỗ thơm. Sau đó các vua kế vị tiếp tục sai sứ triều cống không dứt, nhà Tống cũng ban thưởng hậu hĩnh."
Năm 965, nhà vua đã cho xây dựng lại đền thờ Po Nagar và tượng nữ thần để thay thế cho bức tượng đã bị lấy đi.

### Chiến tranh với Đại Cồ Việt

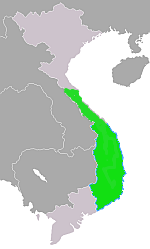
Lãnh thổ Chăm Pa vào thế kỷ X

Vào nửa cuối thế kỷ thứ X, các vua của triều đại Indrapura đã tiến hành chiến tranh với Đại Cồ Việt. Trước đó, An Nam (Việt Nam) đã tách ra độc lập, chấm dứt danh nghĩa là một phiên thuộc Trung Quốc. Sau khi Ngô Quyền chiến thắng quân Nam Hán trên sông Bạch Đằng năm 938, đất nước lại trải qua thời kỳ loạn các sứ quân và được Đinh Bộ Lĩnh thống nhất năm 968 với quốc hiệu Đại Cồ Việt và kinh đô ở Hoa Lư thuộc địa phận Trường Yên tỉnh Ninh Bình ngày nay.
Năm 979, vua Chăm là Parameshvaravarman I (sách Đại Việt Sử ký Toàn thư gọi là Bề Mi Thuế 篦眉税) đã cử hạm đội sang tấn công Hoa Lư. Tuy nhiên, toàn bộ quân viễn chinh đã bị tan rã sau một cơn bão. Năm 982, vua Lê Hoàn của Đại Cồ Việt đã cử ba sứ thần sang Indrapura. Sau khi các sứ thần bị giam giữ, vua Lê Hoàn đã quyết định đánh Chăm Pa. Quân Đại Việt đã chiếm Indrapura và giết vua Parameshvaravarman I. Họ mang về nước rất nhiều nhạc công và vũ công Chăm, chính những người này về sau đã ảnh hưởng đến sự phát triển nghệ thuật của Đại Việt. Do hậu quả để lại của việc tàn phá, người Chăm và Tân vương Indravarman IV (Tống sử chép là Thi Lợi Đà Bàn Ngô Nhật Hoan 施利陀盤吳日歡) đã rời bỏ Indrapura vào khoảng năm 1000. Trung tâm của Chăm Pa được chuyển xuống Vijaya ở phía nam nằm trên đất tỉnh Bình Định ngày nay mà người Việt thời Lý gọi là Phật Thệ.
Năm 983, một quản giáp người Kinh tên Lưu Kỳ Tông nổi lên giết chết quan cai trị trực tiếp nhà Lê, xây sửa thành Phật Thệ, rồi mộ hơn 10.000 người và nhiều voi ngựa đánh Đại Cồ Việt. Lê Đại Hành tiến quân xuống đánh nhưng đại quân của nhà Tiền Lê chịu không nổi sương lam chướng khí phải rút về. Năm 986, hay tin vua Indravarman IV của người Chăm từ trần, Lưu Kỳ Tông liền tự xưng vương và xin nhà Tống thừa nhận. Vua Lê Kỳ Tông làm vua xứ Champa từ năm 986 cho đến khi bị lật đổ bởi vua Harivarman II vào năm 989.

### Chiến tranh với nhà Lý
Mâu thuẫn giữa Champa và Đại Việt đã không chấm dứt với việc người Chăm từ bỏ kinh đô Indrapura. Champa đã chịu các đợt tấn công của Đại Việt năm 1021 và 1026. Năm 1044, một trận đại chiến diễn ra giữa Đại Việt và Champa đã dẫn đến cái chết của vua Jaya Simhavarman II (sách sử Việt gọi là Sạ Đẩu, Việt sử lược gọi là Nhân Đẩu (仁斗)) và việc vua Lý Thái Tông của Đại Việt trực tiếp chỉ huy cuộc triệt hạ kinh đô Vijaya. Quân Việt mang về nước voi, nhạc công và cả hoàng hậu Mỵ Ê, người đã nhảy xuống sông tự tử trên đường về Thăng Long. Từ đó, Champa bắt đầu nộp cống cho các vua Đại Việt, và vào năm 1065 đã cống nạp một con tê giác trắng. Năm 1068, vua Vijaya là Rudravarman III (tức Chế Củ) lại tấn công Đại Việt để trả thù trận thua năm 1044. Một lần nữa vương quốc Champa bị thất bại và Đại Việt lại chiếm và đốt phá kinh đô Vijaya. Kinh đô Vijaya bị đốt phá một lần nữa vào năm 1069, khi tướng Lý Thường Kiệt chỉ huy hải quân tấn công Champa và chiếm Vijaya. Vua Rudravarman III bị bắt làm tù binh và sau đó đã đổi ba châu Địa Lý, Ma Linh và Bố Chính lấy tự do. Lợi dụng tình hình chiến sự, các thủ lĩnh người Chăm ở phía Nam đã dựng lên một vương quốc độc lập. Đến năm 1084, các vua Bắc Champa mới có thể tái thống nhất đất nước. Trong năm 1075, quân Đại Việt do Lý Thường Kiệt chỉ huy lại tấn công Champa nhưng không thắng được và phải rút quân về. Tuy không thắng nhưng Lý Thường Kiệt đã cho vẽ họa đồ ba châu mới lấy được và đổi châu Địa Lý làm châu Lâm Bình, châu Ma Linh làm châu Minh Linh và đồng thời chiêu mộ dân chúng đến đấy ở.

### Khmer xâm chiếm Bắc Champa
Năm 1074, vua Harivarman IV lên ngôi đã cho phục dựng lại các đền tháp ở Mỹ Sơn và mở ra một thời kỳ thịnh vượng ngắn ngủi. Harivarman thiết lập quan hệ hòa bình với Đại Việt nhưng lại mở ra cuộc chiến với đế chế Angkor dưới triều vua Harshavarman III. Năm 1074, quân Chăm Pa dưới sự chỉ huy của vương tử Pang (Paramabhodhisatva) đã tấn công Angkor và bắt người Khmer về Mỹ Sơn làm nô lệ. Năm 1080, quân đội Khmer đã tấn công Vijaya và các trung tâm khác ở miền Bắc Champa. Các đền tháp và tu viện đã bị phá hủy; các di sản văn hóa đã bị lấy đi. Sau những thất bại này, quân Champa dưới sự chỉ huy của vua Harivarman IV đã đẩy lùi quân địch, khôi phục lại kinh đô và các đền tháp.
Vị vua Harivarman V (1114-1129) sau đó nhiều lần cử sứ đoàn sang nhà Tống: "Giữa niên hiệu Chính Hòa (政和, 1111–1118), phong vua là Dương Bốc Ma Điệp (楊卜麻疊 Harivarman V) làm Kim Tử Quang Lộc Đại Phu (金紫光祿大夫), kiêm Tri Châu Lâm Bạch (廉白州刺史). Dương Bốc Ma Điệp tâu rằng mình ở ngoài hóa, không hưởng lộc, xin được cấp lương bổng để làm vẻ vang nước nhỏ. Triều đình chấp thuận. Năm đầu niên hiệu Tuyên Hòa (宣和元年, 1119), tiến phong làm Kiểm Hiệu Tư Không (檢校司空), kiêm Ngự Sử Đại Phu (御史大夫), Hoài Viễn Quân Tiết Độ (懷遠軍節度), Lâm Châu Quản Nội Quan Sát Xử Trí Sứ (琳州管內觀察處置使), phong làm vua nước Chiêm Thành (占城國王). Từ đó mỗi khi có ân huệ đều ban chiếu như phong đất."
Khoảng năm 1080, một triều đại mới là Mahidharapura đã ra đời ở cao nguyên Korat trên đất Phimai, Thái Lan ngày nay đã chiếm ngai vàng Angkor của đế quốc Khmer. Ngay sau đó, các vua của triều đại Mahidharapura đã tiến hành mở rộng đế quốc. Sau thất bại của các cuộc tấn công Đại Việt năm 1132 và 1137 với sự hợp tác với các vua Chăm Pa, vua Angkor là Suryavarman II đã quay sang tấn công Chăm Pa. Năm 1145, quân đội Khmer dưới sự chỉ huy của vua Suryavarman II, người đã xây dựng Angkor Wat, đã tấn công vua Chăm Pa Jaya Indravarman III vì ông này đã hợp tác với Đại Việt. Quân Khmer chiếm Vijaya và phá hủy các đền tháp ở Mỹ Sơn. Vua Khmer sau đó đã tấn công và chiếm toàn bộ miền Bắc Champa và trục xuất vua Jaya Indravarman III.
Vua Khmer Suryavarman II được cho là đã chết trong khoảng năm 1149-1150 khi tấn công Đại Việt, khiến cho đế quốc Khmer suy yếu. Nhờ đó, từ năm 1149, vua Jaya Harivarman I, lãnh đạo của tiểu quốc Panduranga ở phía Nam, đã nổi dậy và đánh bại quân xâm lược Khmer và lên ngôi vua của các vua tại Vijaya. Ông đã dành thời gian trị vị còn lại để đàn áp các cuộc nổi loạn tại Amaravati và Panduranga.
Năm 1150, một hoàng thân Chăm là Ung Minh Điệp (雍眀疊 Vamsaraja) sang xin vua Lý Anh Tông giúp đưa lên ngôi. Quân Đại Việt do Nguyễn Mông (阮蒙 Lý Mông) chỉ huy, đem 5.000 quân sang Chiêm Thành đại bại trước Jaya Harivarman I (Chế Bì La Bút (製皮囉筆). Vua Jaya Harivarman I sau đó dâng một người em gái (sau là thứ phi Chế Thị (制氏)) cho vua Lý Anh Tông. Vua Anh Tông nhận rồi không hỏi gì đến việc ấy nữa.

### Người Chăm tấn công Angkor

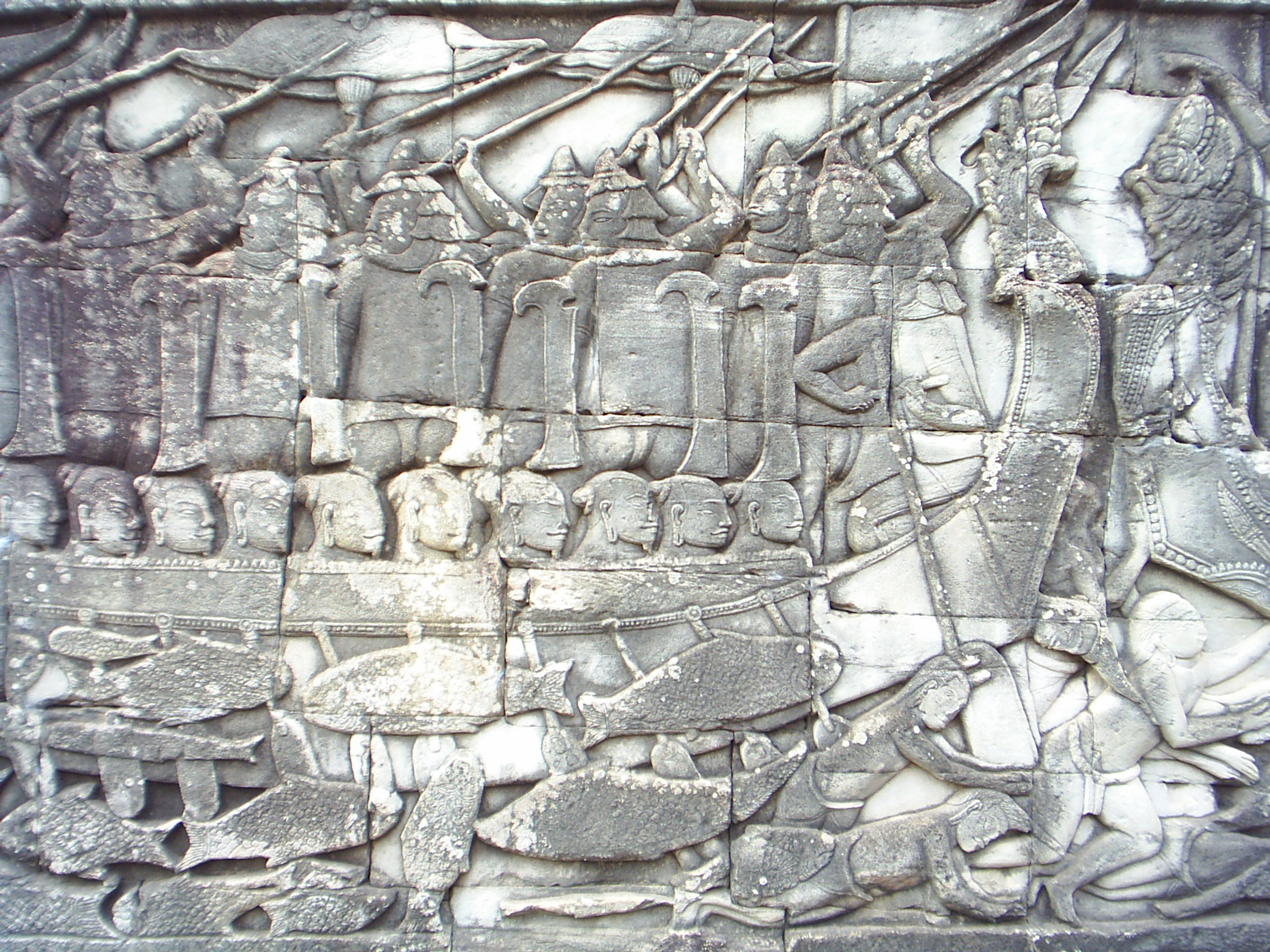
Phù điêu cuối thế kỷ XII ở đền Bayon (Angkor) mô tả các thủy binh Chăm Pa đang tấn công quân Khmer.

Năm 1167, Jaya Indravarman IV (sử Việt gọi ông là Chế Chí) lên ngôi vua Chăm Pa. Tài liệu văn bia mô tả ông dũng cảm, sử dụng thành thạo mọi loại vũ khí, và thông hiểu triết học, thuộc hết các lý lẽ Dharmasutra (một kinh Ấn Độ giáo) và các học thuyết Phật giáo Đại thừa. Sau khi thiết lập hòa bình với Đại Việt năm 1170, vua Jaya Indravarman đã đánh sang Khmer. Năm 1177, một lần nữa quân đội của nhà vua đã bất ngờ tấn công thủ đô Khmer là Yasodharapura từ các thuyền chiến đi ngược sông Mekong đến hồ lớn Tonle Sap ở Khmer. Quân Chăm đã chiếm thủ đô Khmer, giết vua Khmer Tribhuvanāditya, và mang về nhiều chiến lợi phẩm.

### Người Khmer chinh phục Vijaya và nội chiến
Người Khmer nhanh chóng ủng hộ nhà vua mới Jayavarman VII người đã đẩy lùi quân Chăm ra khỏi vương quốc Khmer vào năm 1181. Khi vua Chăm Jaya Indravarman IV một lần nữa tấn công Khmer năm 1190, vua Khmer Jayavarman VII đã giao cho một hoàng tử người Chăm là Vidyanandana làm tổng chỉ huy quân Khmer. Vidyanandana đã đánh bại quân xâm lược Chăm và thậm chí tiến lên chiếm Vijaya và bắt sống vua Jaya Indravarman về Angkor.
Sau khi chinh phục Vijaya, vua Khmer chọn người em rể là Hoàng tử In làm vua bù nhìn Chăm Pa ở Vijaya (lấy hiệu Suryajayavarmadeva, Suryajayavarman). Còn Vidyanandana (lấy hiệu Shri Suryavarmadeva, Suryavarman) làm vua ở Panduranga. Cả hai đều là chư hầu của Khmer. Vua Khmer sau đó lại thả Jaya Indravarman IV về Vijaya để tạo sự phân chia quyền lực ở Chăm Pa. Nội chiến nổ ra tại Chăm Pa giữa các phe phái Vijaya và Panduranga vào năm 1191. Cuối cùng, Hoàng tử In bị trục xuất sang Chân Lạp bởi một người xưng là Jaya Indravarman V (Jaya Indravarman oṅ Vatuv). Jaya Indravarman V lên ngôi ở Vijaya. Vidyanandana tiến đánh Vijaya, giết cả Jaya Indravarman IV và Jaya Indravarman V. Sau đó, Vidyanandana tuyên bố làm vua toàn Chăm Pa và độc lập khỏi vương quốc Khmer. Quân Khmer đã cố gắng chiếm lại Chăm Pa nhưng không thành trong suốt những năm 1192, 1195, 1198, 1199.
Tháng 7 năm 1203, vua nước Chiêm Thành là Bố Trì (布池 Vidyanandana) vì có biến trong nước nên mang gia quyến tới cửa biển Cơ La, định nương nhờ nhà Lý. Điện tiền chỉ huy sứ tri châu Nghệ An là Đỗ Thanh và châu mục là Phạm Diên cho rằng Bố Trì có gian ý nên phát binh đánh úp Bố Trì nhưng thất bại, cả hai đều bị giết. Sau đó, Bố Trì xua quân cướp bóc Nghệ An, rồi rút về nước.
Năm 1203, cuối cùng thì tướng của vua Jayavarman VII là Yuvaraja Mnagahna On Dhanapati Grama cũng chiếm được Vijaya và biến Chăm Pa trở lại thành một tỉnh của Angkor. Chăm Pa hoàn toàn mất độc lập cho đến năm 1220. Từ năm 1203 đến 1220, Chăm Pa bị cai trị bởi các chính quyền bù nhìn cho Khmer bởi Yuvaraja Mnagahna On Dhanapati Grama và sau đó là Angsaräja. Năm 1207, Angsaräja cùng với liên quân Khmer, Miến Điện, Xiêm tấn công Đại Việt. Sử Việt Nam không ghi sự kiện năm 1207 nhưng ghi sự kiện tháng 12 năm 1216, liên quân Chân Lạp và chư hầu Chiêm Thành đến cướp phá châu Nghệ An. Lý Bất Nhiễm, giữ chức bá chưởng châu, cản phá được. Đến tháng 10 năm 1218, quân Chân Lạp, Chiêm Thành lại sai đánh Nghệ An. Lý Bất Nhiễm lại đánh tan. Bất Nhiễm được phong tước hầu, ban thái ấp, được hưởng lộc đúng với thực số 1500 hộ.
Từ năm 1220, cùng với sự suy yếu về quân sự của Angkor và việc người Khmer tự rút lui khỏi Chăm Pa, vương tử Chăm là Angsaräja đã lên ngôi ở Vijaya năm 1226, xưng là Jaya Paramesvaravarman II. Cùng thời gian, vua Trần Thái Tông lên ngôi ở Đại Việt. Sử Việt ghi nhận các lần triều cống của Chiêm Thành sang Đại Việt các năm 1228, 1242.
Tháng 1 âm lịch năm 1252, Thái Tông cử em là Trần Nhật Hiệu làm Lưu thủ kinh sư, rồi thân chinh đánh Chiêm Thành. Quân Đại Việt thắng trận, bắt được vương hậu Bố Da La cùng nhiều thê thiếp, quân dân của vua Chiêm. Cuối năm 1252, vua Thái Tông đem quân về nước, phong Nhật Hiệu làm Thái úy. Thất bại này khiến Chiêm Thành phải chính thức thần phục Nhà Trần; sử Việt và thư từ ngoại giao giữa vua Trần với vua Mông Cổ đều xác định từ năm 1252 đến năm 1285, Chiêm Thành đã nhiều lần sai sứ sang triều cống (thậm chí vào năm 1279, nhiều sứ thần Chiêm còn xin ở lại làm quan cho vua Trần) và không gây một cuộc chiến nào với Đại Việt. Sau đó, Vijaya đi vào giai đoạn suy thoái kéo dài hơn hai thế kỷ. Thời kỳ này đi đến kết thúc bởi Đại Việt và chỉ có một gián đoạn ngắn ngủi trong những cố gắng quân sự của vua Che Bonguar.
Sau khi Jaya Paramesvaravarman II mất, em trai là Jaya Indravarman VI kế ngôi. Năm 1257, Jaya Indravarman VI bị cháu là Indravarman V ám sát, đoạt ngôi.

### Cuộc xâm lược của quân Nguyên Mông
Năm 1270, Kublai Khan dựng nên nhà Nguyên ở Bắc Kinh và dần dần chiếm hết miền Nam Trung Quốc do nhà Nam Tống cai trị. Năm 1280, Kublai Khan quay sang thôn tính Chăm Pa và Đại Việt. Vua Indravarman V và con trai là Jaya Simhavarman III (Chế Mân) kiên quyết chống quân Mông Nguyên. Năm 1283, quân Nguyên dưới sự chỉ huy của tướng Sogetu đánh Chăm Pa và chiếm kinh thành Vijaya. Việc xâm lược Chăm Pa không có kết quả lâu dài. Thay vì tấn công trực diện, vua Chăm đã cho rút quân lên Tây Nguyên và tiến hành chiến tranh du kích. Hai năm sau, quân Nguyên phải rút lui và Sogetu bị giết trên đất Đại Việt trong một trận chiến khác trên đường rút quân về.

### Jaya Simhavarman III (Chế Mân)
Năm 1288, Jaya Simhavarman III (Chế Mân) lên ngôi và được ca ngợi là vị vua anh minh. Năm 1301, Thái thượng hoàng Trần Nhân Tông của Đại Việt nhận lời mời du ngoạn vào Chiêm Thành, được Chế Mân tiếp đãi nồng hậu, có ở lại trong cung điện Chiêm Thành gần 9 tháng. Khi ra về, Trần Nhân Tông có hứa gả con gái là Huyền Trân cho Chế Mân, mặc dù khi đó Chế Mân đã có chính thất là hoàng hậu Tapasi, người Java (Nam Dương ngày nay).
Năm 1306, vua là Jaya Simhavarman III, đã dựng đền thờ Po Klaung Garai ở Panduranga (Phan Rang), và nhượng hai châu Ô, Lý ở phía bắc cho Đại Việt làm của hồi môn để cưới công chúa Huyền Trân nhà Trần. Không lâu sau hôn lễ, tháng 5 năm 1307, quốc vương Chế Mân băng hà, Đại Việt cử người cướp công chúa Huyền Trân trở về để tránh bị hỏa táng theo tục lệ của người Chăm. Tuy nhiên phần đất hồi môn của Chế Mân đã không được trả về với Chăm Pa. Để giành lại miền đất này, và nhân cơ hội Đại Việt suy yếu trong thế kỷ thứ XIV, quân Chăm bắt đầu xâm nhập một cách thường xuyên vào sâu bên trong biên giới Đại Việt ở phía Bắc.
Con của Chế Mân là Chế Chí sau đó xung đột với nhà Trần dưới thời Trần Anh Tông và bị bắt về Gia Lâm. Em trai là Chế Năng được đưa lên ngôi. Năm 1314 Chế Năng kéo quân ra Bắc chiếm lại châu Ô và châu Lý và chỉ bị đẩy lui 5 năm sau đó. Năm 1318, vua Trần Minh Tông sai quân dưới sự lãnh đạo của tướng Trần Quốc Chẩn và Phạm Ngũ Lão tiến xuống Đồ Bàn, Chế Năng cùng hoàng gia chạy sang Java lánh nạn, triều đình Chiêm Thành bị bỏ trống.

### Chế A Nan
Năm 1318, sau khi đuổi Chế Năng khỏi Chăm Pa, nhà Trần trao quyền quản lý cho Chế A Nan. Từ đây mở ra một dòng cai trị mới. Chế An Nan tìm cách bình các cuộc nổi loạn trong nước và khôn khéo tận dụng ngoại giao với Trung Quốc để thoát khỏi sự kiềm chế của Đại Việt. Lo sợ mất chư hầu về tay nhà Nguyên, Minh Tông sai Huệ Túc vương Trần Đại Niên tấn công Chiêm lần hai năm 1326. Quân của Chế A Nan đã đánh bại được quân Trần Đại Niên. Mặc dù nhà Trần không chính thức thừa nhận, thắng lợi này đã giúp Chiêm Thành giành quyền tự trị, không còn bất cứ sự liên đới nào với Đại Việt.

### Trà Hòa
Vào năm 1342, vua Chế A Nan băng hà. Con rể là Trà Hòa tự lập làm kế vương, bèn sai người sang Đại Nguyên và Đại Việt báo tang. Ngay sau đó, con trai Chế A Nan là Chế Mỗ và Trà Hòa gây ra cuộc tranh ngôi trong 6 năm, tạm thời Vijaya lâm vào hoàn cảnh tao loạn. Rốt cuộc, Chế Mỗ thua phải chạy sang Đại Việt nương tựa, Trà Hòa thừa thế càng vững ngôi:91.
Đến năm 1353, hoàng đế Trần Dụ Tông sai quan quân hộ tống Chế Mỗ về nước, nhưng vừa đến nơi hiện nay là Cổ Lũy thì bất lợi, phải quay về. Chế Mỗ ở lại Đại Việt không lâu thì mất. Đến tháng 9 cùng năm, quân Champa tràn lên cướp phá miền Hóa Châu, quân triều đình không chống nổi. Cuối năm, vua Trần phái Trương Hán Siêu cầm quân Thần Sách vào trấn thủ Hóa Châu. Sự có mặt của Trương Hán Siêu giúp bình ổn lại địa phương và khiến quân Champa không dám tiếp tục mở các cuộc tấn công trong thời gian này. Nhưng đến cuối năm 1354 thì Trương Hán Siêu mất, nhà Trần không còn quan viên nào đủ sức trấn thủ nữa. Sự bất lực của nhà Trần càng tạo đà cho Trà Hòa củng cố tiềm lực quốc gia, từ đó gây tiền đề cho sự cường thịnh của Champa suốt hơn một thế kỷ sau.
Năm 1360, Trà Hòa mất, triều thần tôn lập người con út của vua Chế A Nan là Chế Bồng Nga làm vua kế tục.

### Chế Bồng Nga
Vị vua hùng mạnh cuối cùng của vương quốc Chăm Pa là Chế Bồng Nga. Không có văn bia Chăm Pa nào đề cập đến ông và Biên Niên Sử cũng không ghi chép về ông. Theo Đại Việt Sử Ký Toàn Thư (1491), ông cai trị từ năm 1360 đến năm 1390. Ông tấn công vào Đại Việt nhiều lần. Quân đội Chăm Pa đã đánh phá Thăng Long vào các năm 1372 và 1378. Trong lần tấn công cuối cùng của Quân đội Chăm Pa vào lãnh thổ nhà Trần là vào năm 1389. Tuy lúc đầu bị quân đội nhà Trần do Hồ Quý Ly chỉ huy chặn lại, nhưng sau đó do dùng mưu dụ quân đội nhà Trần truy kích mà Quân đội Chăm Pa tiến lên thắng lớn. Nhờ có mưu kế của tướng Nguyễn Đa Phương nên quân đội nhà Trần mới có thể rút lui bảo toàn lực lượng. Quân đội Chăm Pa dưới sự chỉ huy của Chế Bồng Nga và La Khải theo hai đường thủy bộ tiến đến tận Hải Triều (khúc sông Luộc chảy qua huyện Phù Tiên, Hải Hưng và huyện Hưng Hà, Thái Bình ngày nay). Tại đây, sau trận thủy chiến với Trần Khát Chân, Chế Bồng Nga đã chết tại trận, La Khải bèn nhân cơ hội rút quân về nước tự lập làm vua. Đó là năm 1390. Đây là lần tấn công cuối cùng của quân đội Chiêm Thành vào Đại Việt nhưng cũng đã đủ để đặt dấu chấm hết cho nhà Trần.

### Xung đột với nhà Hồ
Năm 1391, Hồ Quý Ly đem đại quân tới tận biên giới Việt - Chăm và cử Hoàng Phụng Thế đem quân tấn công Chăm Pa nhưng quân Chăm Pa đặt mai phục thắng lớn khiến toàn quân Việt tan vỡ chỉ có Phụng Thế thoát được về. Ngay trong năm đó Quý Ly cũng rút quân về.
Bài chi tiết: Chiến tranh Việt – Chiêm (1400–1407)
Đến năm 1402, Hồ Hán Thương lại đem quân đi đánh Chăm Pa. Tiền quân Việt do viên tướng người Chăm là Chế Đa Biệt (tên Việt là Đinh Đại Trung) giao tranh quyết liệt với quân Chăm do Chế Tra Nan chỉ huy khiến hai bên đều tổn thất, cả hai viên tướng đều bị chết nhưng cũng làm cho vua Chăm là Indravarman VI (Chiêm Ba Đích Lại, 占巴的賴) (là con của La Ngai) phải nhường đất Chiêm Động (Hồ Quý Ly chia làm hai châu Thăng và Hoa, nay là đất các huyện Thăng Bình, Tam Kỳ, Quế Sơn, Duy Xuyên tỉnh Quảng Nam) và cả đất Cổ Lũy (Hồ Quý Ly chia làm hai châu Tư và Nghĩa nay là các huyện Bình Sơn, Sơn Tịnh, Tư Nghĩa, Mộ Đức, Đức Phổ tỉnh Quảng Ngãi) cho nhà Hồ.
Năm 1403, Hồ Hán Thương lại giao Nguyên Khôi thống lĩnh quân thủy bộ tiến đánh Chăm Pa nhưng vì lương thực tiếp tế không đủ lại có hải quân Minh giúp quân Chăm nên phải rút quân về.
Vua Indravarman VI (Chiêm Ba Đích Lại, 占巴的賴) tận dụng tối đa việc tố cáo Đại Ngu với triều đình Đại Minh. Trong 20 tội ác mà Trương Phụ nêu ra cho nhà Hồ, có tới 6 điều do Chiêm Thành tố cáo.
Năm 1407, nhân khi quân Minh sang xâm lược Đại Việt, quân Chăm Pa cũng tấn công Đại Việt và lấy lại được đất cũ (Chiêm Động và Cỗ Lũy). Ngày 19-9-1407, Chiêm Thành báo với nhà Minh việc đã chiếm lại đất đai từ An Nam và bắt các tù binh nhà Hồ là Hồ Liệt (胡烈) và Phan Ma Na (潘麻那). Sau đó, Chiêm Ba Đích Lại còn sai cháu là Xá Dương Cai (舍楊該) đi sứ nhà Minh và được hậu đãi do đã tiếp tay quân Minh đánh An Nam. Sứ đoàn của Trịnh Hòa cũng từng ghé Chăm Pa.
Tướng Minh là Trương Phụ tiêu diệt các lực lượng chống đối của tàn dư nhà Hồ, giết tướng Hoàng Hối Khanh và thu hàng tướng Đặng Tất; đất đai Trương Phụ thu về nhà Minh chỉ đến Hoá châu, không tiến xuống vùng đất Chăm Pa vừa lấy lại. Nhưng theo Minh thực lục, ngày 16-4-1414, Trương Phụ và Mộc Thành đã cho thiết lập 4 châu ở Giao Chỉ là Thăng, Hoa, Tư, Nghĩa và báo cho vua Chiêm Thành là Chiêm Ba Đích Lại biết.
Sau khi thần phục nhà Minh ở phía Bắc (tức Giao Chỉ đô chỉ huy sứ ty), Indravarman VI mang quân xuống tấn công vương quốc Chân Lạp phía nam. Quân Chăm chiếm được nhiều vùng đất lớn dọc sông Đồng Nai và trên đồng bằng sông Cửu Long. Vua Chau Ponea Yat của Chân Lạp phải cầu cứu nhà Minh và quân Minh đã hai lần tiến vào Chiêm Thành (1408 và 1414) làm áp lực Chiêm Thành mới chịu rút quân. Mặc dầu vậy, quân Champa cũng chiếm được thị trấn Nagara Brah Kanda (thị xã Biên Hòa ngày nay).
Vào năm 1413 hoặc 1415 nhà Minh khiển trách Chiêm Ba Đích Lại vì hợp tác 2 mặt. Ngày 1-4-1414, nhà Minh phải cử sứ giả hộ tống sứ đoàn Chân Lạp của vua Can-lie Zhao Ping-ya về nước vì họ bị Chiêm Thành tấn công. Nhà Minh gửi chiếu răn đê Chiêm Ba Đích Lại. 3-11-1416, Chiêm Thành sai sứ sang tạ tội.

### Xung đột với nhà Hậu Lê
Từ năm 1428, nhà Lê khôi phục độc lập cho Đại Việt và giành lại các vùng đất bị mất với Chiêm Thành. Tháng 4 âm lịch năm 1434, khi vua Lê Thái Tổ vừa băng hà, vua nước Chiêm là Bố Đề (Indravarman VI) ngờ Đại Việt có biến loạn, tự mình cầm quân áp sát biên giới, chưa rõ thực hư, mới đem quân vào Cửa Việt bắt 6 người. Dân Thuận Hóa đánh trả, bắt 2 người đem dâng. Ngày 12 tháng 5 âm lịch năm 1434, Lê Thái Tông sai quân dẫn 2 tù binh Chiêm tới xem, sau đó tha về. Cùng ngày, nhà vua sai Nhập nội Tư mã Lê Liệt, tổng đốc các quân Nghệ An, Tân Bình, Thuận Hóa, đi tuần tra các nơi thuộc Tân Bình, Thuận Hóa, nếu gặp quân Chiêm Thành vào cướp biên giới, mà có ai vi phạm quân lệnh hay sợ hãi rút lui thì cho phép chém trước tâu sau. Lại sai Nhập nội Thiếu úy Lê Khôi và Hành khiển Tổng quản Lê Truất cùng đốc suất các quân ở Tân Bình và Thuận Hóa đi theo. Bố Đề thấy Đại Việt không có sự biến gì đã rút quân từ trước. Lê Liệt đưa quân đến châu Hóa, định trở về, gặp lúc người Man ở châu Hóa là Đạo Thành bị Đạo Luận đánh, đến xin cứu viện. Lê Liệt bèn đem quân đánh giúp, bắt được hơn nghìn người và vài chục con voi mang về.

### Đại Việt chinh phục và tàn phá Vijaya
Tháng 5 âm lịch năm 1444, vua Chiêm Thành là Ma Ha Bí Cai dẫn quân vào đánh Hóa Châu. Triều đình cử Nhập nội Kiểm hiệu Thái bảo Lê Bôi, Tổng quản Lê Khả mang 10 vạn quân đánh bại Chiêm Thành. Đến tháng 4 âm lịch năm 1445, quân Chiêm đánh vào thành An Dung của Hóa Châu, nhưng cũng bị thua.
Năm 1446, quân Đại Việt dưới sự chỉ huy của Trịnh Khả, Lê Thụ và Lê Khắc Phục đã tấn công Chăm Pa. Cuộc tấn công kết thúc thắng lợi và thành Vijaya mà người Việt thời Lê gọi là thành Chà Bàn (hay Đồ Bàn) rơi vào tay quân Việt. Quân Việt cũng bắt sống vua Chăm là Bí Cai (Bichai) và mang về Thăng Long cùng với nhiều phi tần. Tuy nhiên năm sau quân Việt đã bị đẩy lùi.
Sau thắng lợi của chiến dịch phạt Chiêm (1446), Tuyên Từ Hoàng thái hậu phế truất quốc vương Chiêm Bí Cai, lập Ma Ha Quý Lai làm vua chư hầu. Năm 1449, Quý Lai bị em là Quý Do soán ngôi. Sau đó Quý Do lại bị Bàn La Trà Duyệt, người ở Thị Nại giết và đoạt ngôi. Trà Duyệt chết, truyền ngôi cho em là Trà Toàn (Pau Kubah).
Năm 1469, quân Chiêm Thành vượt biển sang đánh phá châu Hóa. Năm 1470, Trà Toàn sai sứ thần sang cầu viện đế quốc Minh, thân hành đem 10 vạn quân thủy, bộ cùng voi ngựa đến đánh úp Hóa Châu. Tướng trấn thủ Hóa Châu là Phạm Văn Hiển cự địch không lại, phải đóng cửa thành chống giữ, cho người phi ngựa đem văn thư cáo cấp về Đông Kinh.
Năm 1470, quân Đại Việt do vua Lê Thánh Tông trực tiếp chỉ huy lại tấn công Chăm Pa. Quân Đại Việt lúc này đã rất mạnh và có tổ chức tốt. Ngược lại quân Chăm rất yếu và thiếu tính tổ chức. Thủy quân Đại Việt do các tướng Đinh Liệt và Lê Niệm chỉ huy tấn công trước. Lê Thánh Tông dẫn đại quân theo sau. Tháng 2 năm đó, vua Chăm là Trà Toàn cử em đem tượng binh và bộ binh đến sát trung quân của vua Lê Thánh Tông. Các tướng Lê Hy Cát, Hoàng Nhân Thiêm, Lê Thế và Trịnh Văn Sái đem thủy quân chắn giữ cửa biển Sa Kỳ (nay là huyện Bình Sơn tỉnh Quảng Ngãi) chặn lối rút của quân Chăm. Vua Lê Thánh Tông dẫn thủy quân tiến đánh quân Chăm ở cửa Áp (tức cửa Tân Áp, sau là cửa Đại Áp ở huyện Tam Kỳ tỉnh Quảng Nam) và cửa Tọa (tức cửa Cựu Tọa sau là cửa Tiểu Áp cách cửa Đại Áp hơn 7 dặm). Đồng thời bộ binh Đại Việt do Nguyễn Đức Trung ngầm đi đường núi tấn công quân Chăm khiến quân Chăm phải rút về thành Vijaya. Quân Việt nhanh chóng tiến lên đánh bại quân Chăm và bao vây thành Vijaya
Thành Vijaya thất thủ vào ngày 2 tháng 3 năm 1471 sau bốn ngày giao tranh. Vua Chăm là Trà Toàn bị bắt sống và chết trên đường chở về Thăng Long. Ít nhất hơn 60.000 người Chăm bị giết và 30.000 bị bắt làm nô tỳ cho quân Đại Việt. Kinh thành Vijaya bị phá hủy hoàn toàn. Sau chiến thắng vua Lê Thánh Tông đã sáp nhập các địa khu Amaravati và Vijaya và lập nên thừa tuyên Quảng Nam và duy trì vệ quân Thăng Hoa ở đây . Tướng Chăm là Bồ Trì Trì (tên Chăm: ?) chiếm vùng đất Panduranga (sách sử Việt gọi là Phan Lung) xưng làm vua của người Chăm xin nộp cống xưng thần và vua Lê Thánh Tông phong Bồ Trì Trì làm vương đất Chăm (sách Toàn thư gọi là Chiêm Thành tức là vùng đất Phan Rang, Thuận Hải ngày nay). Vua Lê Thánh Tông cũng phong vương cho tiểu vương xứ Kauthara (sách Toàn thư gọi là Hoa Anh tức là vùng đất tỉnh Phú Yên và Khánh Hòa ngày nay) và nước Nam Bàn (sau này là hai nước Thủy Xá và Hỏa Xá mà ngày nay là đất các tỉnh Gia Lai, Kon Tum và Đăk Lăk tức miền đất Tây Nguyên).
Thất bại năm 1471 đã dẫn đến việc nhiều làn sóng người Chăm di cư sang Campuchia. Cộng đồng người Chăm và người Islam gốc Mã Lai, Java ở Campuchia nhờ đó mà gia tăng thế lực. Biên niên sử Sejarah Melayu của người Mã Lai cũng ghi nhận sự di cư của người Chăm tới các vương quốc sultan ở Malacca. Thậm chí, một số quý tộc gốc Chăm còn được các sultan ban cho chức quan.

## Tiểu quốc Hoa Anh và các chúa Nguyễn
Sau khi xâm chiếm Champa và tàn phá kinh đô Vijaya, vua Lê Thánh Tông quyết định cắt phần đất Kauthara cũ từ đèo Cù Mông tới đèo Cả lập ra tiểu quốc Hoa Anh, phong vương cho chúa xứ này. Cả Hoa Anh, Panduranga, Jarai trở thành phiên thuộc của nhà Lê sơ.
Năm 1578, Lương Văn Chánh là tướng của chúa Nguyễn Hoàng cầm quân tiến vào Kauthara, vây và hạ Thành Hồ – thành kiên cố và đồ sộ nhất trong lịch sử Champa, nằm tại huyện Phú Hòa, phía Tây thành phố Tuy Hòa ngày nay - đẩy họ về cương giới cũ ở phía Nam đèo Cả. Trận đánh chỉ mới nhằm lập lại trật tự cũ, tuy nhiên Lương Văn Chánh cũng đã tiến thêm một bước trong việc đưa dân lưu tán vào khai khẩn miền đất này, rải rác từ phía Nam đèo Cù Mông đến đồng bằng sông Đà Diễn. Trong khoảng 10 năm cuối thế kỷ XVI và đầu thế kỉ XVII,do cục diện Chiến tranh Lê–Mạc phân liệt, Panduranga từ phía Nam nhiều lần tái chiếm Kauthara, đuổi người Việt khỏi miền đất này.
Năm 1611, chúa Nguyễn Hoàng đã cử một viên tướng người Chăm, mà sử Việt gọi là Văn Phong, đánh chiếm hai huyện Đồng Xuân và Tuy Hoa để lập ra phủ Phú Yên, sau đổi thành dinh Trấn Biên. Sang năm 1653, nhân việc vua Chăm Pa là Po Nraop (Bà Tấm) quấy phá biên giới phía nam, chúa Nguyễn Phúc Tần đã gởi một đoàn quân sang tấn công Chăm Pa, tiến đến sông Phan Rang, bắt được vua Po Nraop đưa về Huế. Trên vùng đất cũ của tiểu vương quốc Kauthara chúa Nguyễn Phúc Tần lập ra hai phủ là Thái Khang (nay là Ninh Hòa và Vạn Ninh) và Diên Ninh (nay là Diên Khánh, Nha Trang, Cam Lâm và Cam Ranh). Vậỵ là vào năm 1653 Kauthara hoàn toàn bị sáp nhập vào lãnh thổ Đại Việt. Kauthara thất thủ, đền Po Nagar ở Nha Trang lọt vào vòng kiểm soát của nhà Nguyễn. Chính vì thế, vua Champa quyết định rước tượng Po Ina Nagar về Phan Rang để được thờ phụng trong một đền ở Mông Đức gần làng Hữu Đức (Phan Rang) bây giờ.

## Panduranga

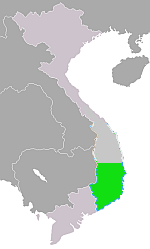
Lãnh thổ Panduranga-Chăm Pa từ sau 1471

Phần đất còn lại của vương quốc Chăm Pa lịch sử mà sách sử người Việt gọi là Chiêm Thành chỉ từ Phú Yên ngày nay trở về Nam (Kauthara và Panduranga) và từ năm 1653 Chăm Pa chỉ còn nửa đất phía nam của địa khu Panduranga (tức Phan Rang, Phan Rí và Phan Thiết ngày nay). Tuy nhiên, dưới sự bảo hộ của Đại Việt, vương quốc này vẫn giữ được độc lập dưới sự cai trị của các chúa Chăm.

### Mối quan hệ với bán đảo Mã Lai và đạo Islam
Từ năm 1414, chính quyền các tiểu quốc ở khu vực bán đảo Mã Lai như Kelantan (được mệnh danh là serambi Mekah, cổng tới Mecca), Malacca đã bắt đầu lấy đạo Islam làm quốc giáo. Người Chăm trên lãnh thổ Chăm Pa do đó cũng có nhiều nhóm chuyển sang đạo Islam, gọi là Chăm Baruw (Chăm mới), trái với nhóm chưa cải đạo là Chăm Jahed (Chăm cũ).
Mối quan hệ về dân tộc, ngôn ngữ và tôn giáo giữa người Chăm và người Mã Lai ở bán đảo Mã Lai đã tạo nên một cầu nối, liên kết hai khu vực. Nhiều thành phố ở Kelantan mang những cái tên liên quan tới Chăm Pa (Chepa) như Pengkalan Chepa, Kampung Chepa. Văn hóa và ẩm thực Kelentan cũng lưu giữ nhiều dấu ấn Chăm Pa. Biên niên sử Hikayat Kelantan cũng cho rằng, vị vua Long Yunus (Raja of Kelantan), người sáng lập vương quốc Hồi giáo Kelantan, có tổ tiên đến từ Kebayat Negara hoặc Kembayat Negara, nơi được cho là Chăm Pa. Nữ vương Che Siti Wan Kembang trong huyền thoại Kelantan được cho là mang ba dòng máu Champa-Kelantan-Pattani. Nhiều vị Raja Kelantan cũng có họ hàng với vương tộc Chăm Pa. Biên niên sử Babad Kelantan còn cho biết, giữa thế kỉ 17, một vị hoàng tử Chăm Pa tên Nik Mustafa đã đến Kelantan học tập nhiều năm, khi trở về nước đã xưng vương là Sultan Abdul Hamid. Truyện cổ Chăm Pa Nai Mai Mang Makah kể việc một công chúa từ Makah (Kelantan) cố gắng cải đạo chúa Chăm sang Islam.
Năm 1594 chúa Chăm là Po At (Bà Ất) đã gửi lực lượng sang giúp Sultan xứ Johor để tấn công quân Bồ Đào Nha ở Malacca.
Năm 1611, chúa Nguyễn Hoàng đã cử một viên tướng người Chăm mà sử Việt gọi là Văn Phong (chữ Hán: 文封) đánh chiếm hai huyện Đồng Xuân và Tuy Hoa để lập ra phủ Phú Yên, sau đổi thành dinh Trấn Biên. Kỷ tỵ, năm thứ 16 (1629), Văn Phong ở Phú Yên dùng quân Chiêm Thành để làm phản. Phó tướng Nguyễn Phước Vinh (Nguyễn Hữu Vinh, chữ Hán: 阮有榮) đi đánh dẹp yên và lập dinh Trấn Biên.
Từ năm 1622-1627, Chăm Pa được cai trị bởi một vị vua tên Po Klaong Mah Nai. Trước đó, vị vua theo đạo Hindu là Po Ehklang bị quan Maha Taha (महा तह, tức Po Klaong Mah Nai) giết và cướp ngôi. Po Klaong Mah Nai là người theo đạo Islam. Lúc này tại Chăm Pa, xảy ra chia rẽ và xung đột giữa các nhóm người Chăm theo đạo Hindu và Islam.
Trong các năm 1627 đến 1651 là giai đoạn chúa Chăm là Po Rome (con rể Po Klaong Mah Nai) xưng vương và lấy con gái của chúa Nguyễn Phúc Nguyên là Ngọc Hoa (có sách gọi là Ngọc Khoa, Nguyễn Phúc Ngọc Khoa (阮福玉誇). Po Rome là người gốc Chu Ru, từng sống nhiều năm ở Kelantan và theo đạo Islam. Đây cũng là giai đoạn mà quan hệ Việt – Chăm diễn ra tốt đẹp.
Năm 1653, chúa Chiêm là Bà Tấm (Po Nraup, còn gọi là Bà Thấm, chữ Hán: 婆抋, Bà Bật, Bà Thâm, là anh em trai của Po Rome) xâm lấn Phú Yên. Chúa Nguyễn Phúc Tần cử cai cơ Hùng Lộc và tham mưu Minh Vũ đem quân vượt qua dãy núi Thạch Bi chiếm đất Chăm đến sát bờ trái sông Phan Rang ngày nay lập ra hai phủ là Thái Khang (nay là Ninh Hòa) và Diên Ninh (nay là Diên Khánh). Bà Tấm sai con là Xác Bà Ân mang thư xin hàng, lấy sông Phan Rang làm giới hạn. Đây cũng là thời điểm Chăm Pa nộp cống xưng thần với các chúa Nguyễn.
Trong khi đó tại Chân Lạp, từ năm 1620, vua Chey Chettha II kết thân với chúa Nguyễn ở Đàng Trong và lấy con gái của chúa Nguyễn Phúc Nguyên là Công nữ Ngọc Vạn. Chey Chettha II chính thức dời đô đến Oudong Meanchey. Những sự kiện này mở ra cơ hội cho người Việt bắt đầu thâm nhập vào đồng bằng châu thổ sông Mê Kông vốn ban đầu thuộc Campuchia. Vào khoảng năm 1623, Chey Chettha II cho phép chúa Nguyễn mở một đồn thu thuế ở Prey Nokor (vị trí thuộc tỉnh Bà Rịa – Vũng Tàu nhưng gần thành phố Hồ Chí Minh ngày nay) và chấp nhận yêu cầu cho người Việt đến sinh sống ở Biên Hòa. Lãnh thổ Panduranga dần dần bị cô lập thành ốc đảo nằm trong các khu vực bị kiểm soát bởi chính quyền Đàng Trong.
Năm 1642, tại Chân Lạp, Nặc Ông Chân, người con thứ ba của Chey Chettha II, lên ngôi, đổi sang đạo Islam và xưng là Sultan Ibrahim (1642-1659). Nặc Ông Chân tin dùng và ưu ái người Chăm và Mã Lai, gây bất bình với người Khmer trong nước. Năm 1659, Nặc Ông Chân bị chúa Nguyễn đánh bại, một lượng lớn người Chăm và Mã Lai ở Chân Lạp bỏ chạy sang Ayutthaya tị nạn, tạo thành một cộng đồng người gốc Chăm Pa ở Xiêm.
Tại Chăm Pa, chúa Chăm Bà Tranh (Po Saut, Wan Dam, chữ Hán: 婆爭, cai trị khoảng 1660-1692, con trai của Po Rome) cũng theo đạo Islam và xưng là Paduka Seri Sultan (Điện hạ Sultan). Đây là giai đoạn mà đạo Islam quảng bá mạnh tại khu vực nhờ vào các lực lượng người gốc Mã Lai.
Năm 1682, các giáo sĩ người Pháp ở Ayudhya báo cáo về việc chúa Chăm Pa triều cống cho vua Xiêm. Có khả năng Bà Tranh muốn nhờ Xiêm giúp đỡ để giảm sức ép từ chúa Nguyễn. Trong khi ghé tại hòn đảo Pulo Ubi (tức hòn Khoai) trong vịnh Thái Lan, ngày 13 tháng 5 năm 1687, nhà du hành người Anh William Dampier đã bắt gặp một tàu buôn từ Chăm Pa đang trên đường đi Malacca. William cho biết tàu buôn này có khoảng 40 người, trang bị vũ khí và mang theo hàng hóa là gạo, đồ sơn mài. Chăm Pa tham gia buôn bán với người Hà Lan ở Malacca.

### Chúa Nguyễn và chúa Chăm Kế Bà Tử
Năm 1692, Bà Tranh đã tấn công vào phủ Diên Ninh và dinh Bình Khang tức vùng Diên Khánh ngày nay. Cuộc tấn công này đã thất bại và quân Chăm bị tướng Nguyễn Hữu Cảnh đánh bại vào tháng 3 năm 1693. Chúa Nguyễn đổi tên Chiêm Thành Quốc thành Thuận Thành Trấn, sau đó tháng 8 năm 1693, đổi Thuận Thành Trấn thành Bình Thuận Phủ. Bà Tranh bị giải về Thuận Hóa, người anh em là Tả trà viên Kế Bà Tử (繼婆子, Po Saktiraydaputih) làm Khám lý, ba người con Bà Ân làm Đề đốc, Đề lãnh và Cai phủ, bắt mặc quần áo theo lối người Kinh và sai về để vỗ yên lòng dân.
Cuộc chiến tranh năm 1692-1693 đã khiến một hoàng thân tên Po Chongchan (Po Choncăin) dẫn theo gia quyến và hơn 5.000 người Chăm bỏ sang Campuchia tị nạn. Những nhóm người này được Chính vương Chey Chettha IV cho định cư dọc xung quanh kinh đô Oudong, bên bờ sông Mê Kông. Người Chăm Mã Lai tiếp tục được triều đình Chân Lạp sử dụng làm quân binh hầu cận. Cộng đồng Chăm trong đợt di cư này có lẽ là tổ tiên của nhóm Chăm Jahed (Chăm cũ) hoặc Imam San ở Campuchia ngày nay.
Tháng 12 năm 1693, người Thanh là A Ban (阿班) cùng với Hữu trà viên là Ốc nha Đạt (Ốc nha Thát, 屋牙撻) ở Thuận Thành nổi loạn, đánh chiếm các đất Đại Đồng, Phố Hài, Phan Rí, Phan Rang. Lúc đó Nguyễn Hữu Cảnh đang đi Tây Chính ở Chân Lạp, và quân Nguyễn ở lại đã bị quân Chăm tiêu diệt hoàn toàn.
Đầu năm 1694, Bà Tranh chết, quân A Ban lại vây Phan Rang. Tháng 2, A Ban tiến giữ lũy Ô Liêm. Lưu thủ Nhuận và các cai cơ Tống Tuân và Nguyễn Thành chia quân giáp đánh. A Ban chạy về Phố Châm. Sau đó Cai cơ Nguyễn Hữu Cảnh mới dẹp yên.
Khi Nguyễn Hữu Cảnh trở lại, Kế Bà Tử đã ký hòa ước với chúa Nguyễn Phúc Chu. Tháng 8, chúa cho phủ Bình Thuận trở lại làm trấn Thuận Thành. Chúa Nguyễn Phúc Chu đã đồng ý khôi phục vương quốc Chăm Pa với hình thức là một khu tự trị với tên là Thuận Thành Trấn, và chúa Chăm Kế Bà Tử được gọi là Thuận Thành trấn vương (順城鎮王), đóng đô ở Băl Canar, giữ chức Tả đô đốc, phiên vương trấn Thuận Thành của chúa Nguyễn. Theo bộ văn bản hoàng gia Chăm (bản chữ Hán), mối quan hệ phiên thuộc giữa vùng đất cai quản bởi các chúa Chăm và chính quyền trung ương của chúa Nguyễn diễn ra tốt đẹp.

## Thuận Thành trấn

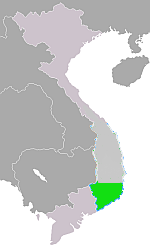
Lãnh thổ Thuận Thành trấn (1697-1832)

Năm 1697, chúa Nguyễn Phúc Chu cho lập phủ Bình Thuận (từ Phan Rang trở về tây) chia làm hai huyện An Phước và Hòa Đa. Cũng từ đây vùng đất Chăm còn lại (Phan Rang trở về đông) đã trở thành phiên thuộc của chúa Nguyễn và mối quan hệ giữa chúa Nguyễn và chúa Chăm là mối quan hệ giữa chính quyền trung ương và địa phương.
Từ những năm 1700 đến 1728, các chúa Nguyễn chủ yếu tập trung binh lực mở rộng ảnh hưởng trên đất Chân Lạp. Mặc dù có nhiều giai đoạn, chính quyền Đàng Trong dồn hết binh lính ở Chân Lạp hoặc suy yếu, chính quyền Chăm Pa vẫn không hề thừa cơ nổi dậy. Rất có thể, mối quan hệ giữa giữa hai chính quyền Po Saktiraydaputih và Nguyễn Phúc Chu rất tốt đẹp và nó còn để lại di sản sau này.
Đến năm 1712, chúa Nguyễn Phúc Chu đã ban hành một bản hiệp ước mới gọi là Ngũ điều Nghị định, trong đó khẳng định quyền xét xử của các chúa Chăm đối với các thần dân người Chăm và cũng quy định nghĩa vụ của các chúa Chăm đối với các chúa Nguyễn. Để giải quyết xung đột giữa người Chăm và người Việt, bản hiệp ước quy định các xung đột này sẽ do chúa Chăm tức Trấn Vương cùng với quan Cai bạ và quan Ký lục (cả hai là người Việt) phán quyết. Chế độ tự trị này được duy trì cho đến tận năm 1832 qua các đời chúa Nguyễn, thời Tây Sơn và thời kỳ đầu triều đại nhà Nguyễn.

### Khởi nghĩa Tây Sơn
Các đời chúa Chăm sau Po Saktiray Da Patih (Kế Bà Tử) không còn duy trì được mối quan hệ trực tiếp với các chúa Nguyễn và mọi công việc của Thuận Thành Trấn được tiến hành thông qua phủ Bình Thuận cho đến tận cuộc nội chiến giữa Nguyễn Ánh và Tây Sơn. Từ năm 1771, khởi nghĩa Tây Sơn nổ ra tại Đàng Trong, lãnh thổ Thuận Thành Trấn trở thành một trong những bãi chiến trường. Nội bộ chính quyền Chăm chia làm nhiều phe phái, ủng hộ Tây Sơn hoặc chúa Nguyễn.
Đầu những năm 1770, khi phong trào Tây Sơn nhen nhóm, anh em Nguyễn Nhạc đã tìm đến bắt liên lạc, kết thân với Bà chúa Hỏa. Bà chúa Hỏa hay còn gọi là Bà Hỏa, nữ chúa Thị Hỏa là thủ lĩnh của người Chăm quản lĩnh một vùng đất rộng lớn mà sử sách xưa thường gọi là "nước Hỏa Xá". Địa bàn của bà chúa Hỏa trải rộng khắp khu vực miền núi ngày nay thuộc phía tây nam Phú Yên kéo dài đến Cheo- reo (Gia Lai, Kon Tum). Nguyễn Lữ, người thứ ba trong "Tây Sơn tam kiệt", là người tu theo Minh giáo (còn gọi là đạo Ma-ní), là đệ tử của bà chúa Hỏa, thờ thần lửa và dùng bùa phép để chữa bệnh, trừ tà, nên còn được gọi ông là thầy tư Lữ.
Một bộ phận người Chăm tại trấn Thuận Thành (nay thuộc tỉnh Bình Thuận) do Kế Pù Tá (Po Tisuntiraidapuran, Nam sử gọi là Nguyễn Văn Tá / 阮文佐) đứng đầu ủng hộ và tham gia phong trào Tây Sơn từ rất sớm thì ở một địa bàn khác là động Thạch Thành (nay thuộc huyện Sơn Hòa và Sơn Thành, tỉnh Phú Yên). Bà chúa Hỏa cũng đem toàn bộ lực lượng của mình gia nhập nghĩa quân khi anh em Tây Sơn phất cờ khởi nghĩa. Năm Qúy Tị (1773) quân Tây Sơn đã đánh chiếm được Phú Yên, Nguyễn Nhạc phục hồi danh vị Phiên Vương cho bà chúa Hỏa và giao cho bà nhiệm vụ trấn giữ động Thạch Thành.
Mùa hè Giáp Ngọ (1774), chúa Nguyễn sai danh tướng Tống Phúc Hiệp đem quân từ Hòn Khói (nay thuộc Nha Trang) đánh chiếm Bình Thuận, Diên Khánh, Bình Khang. Quân Tây Sơn yếu thế phải lui về giữ Phú Yên. Tống Phúc Hiệp trực tiếp chỉ huy quân vượt đèo Tam Độc đánh thẳng vào đội quân của bà chúa Hỏa, bà chúa Hỏa đã tử trận. Tháng 7 năm Ất Mùi (1775), Nguyễn Nhạc sai em là Nguyễn Huệ bất ngờ đem quân từ Quy Nhơn vào đánh úp tiêu diệt cả quân thủy và quân bộ của Tống Phúc Hiệp. Năm 1778, thành Quy Nhơn sửa xong, Nguyễn Nhạc xưng là Minh Đức Hoàng Đế, niên hiệu Thái Đức. Hai Vua Thủy Xá và Hỏa Xá được phong Vương tước, sai sứ đưa ra những trầm hương, kỳ nam, hổ phách và voi ngựa làm cống vật và nguyện giữ một lòng trung thành với Tây Sơn.
Năm 1780, Po Tisuntiraidapuran được hoàng đế Thái Đức nhà Tây Sơn giúp đăng cơ. Tuy nhiên, Po Tisuntiraidapuran liên tục phải chống đỡ các phong trào nổi dậy của người Chăm và hàng loạt cuộc công kích của chúa Nguyễn Ánh từ đất Gia Định.
Năm 1782, một người anh em cùng huyết thống của Po Tisuntiraidapuran là Cei Krei Brei gây binh biến rồi phế truất ông, khiến thời điểm này Panduranga tạm thời không có người cai trị. Vào năm 1783, Cei Krei Brei tự tuyên bố là tân vương, nhưng liền sau đó quân Tây Sơn xuống vây đánh khiến ông này thất thế và bị tống giam. Ngôi vị của Po Tisuntiraidapuran được khai phục. Cùng năm này, một quân phiệt Chăm Bà-la-môn là Po Tolripho từ Ấn Độ (?) về Panduranga lập chiến khu nhằm chống quân đồn trú Tây Sơn, nhưng chóng bị Bắc Bình vương dẹp. Po Tolripho may mắn tẩu thoát được, bèn trèo đèo vượt suối mấy ngày đường lên Cheo Reo ẩn lánh ở các buôn người Thượng.
Đến năm 1790, chúa Nguyễn Ánh được đà Thái Đức lâm thế yếu khó vươn được xuống phương Nam, bèn tiến chiếm Panduranga, phong Cei Krei Brei (Nam sử gọi là Nguyễn Văn Chiêu, nguyên tên là Môn Lai Phù Tử, Po Ci Bri, con của phiên vương trước là Thắng) làm Thuận Thành trấn Khâm sai chưởng cơ. Các quan Chăm là Nguyễn Văn Chấn, Nguyễn Văn Hào làm Khâm sai thống binh cai cơ. Nhưng ít lâu sau thì Nguyễn Văn Chiêu bị bãi chức vì chúa Nguyễn nghi ông theo Quang Trung.
Năm 1793, chúa Nguyễn Ánh phái binh tiến đánh quân Tây Sơn đồn trú trên đất Panduranga. Phiên vương Thuận Thành là Po Tisuntiraidapuran (Nguyễn Văn Tá / 阮文佐) theo phe Tây Sơn bị Nguyễn Ánh đánh bại. Nguyễn Ánh sau đó (1794) cho các tướng người Chăm theo mình là Po Ladhuanpuguh (Nam sử gọi là Thôn-bá-hú hoặc Nguyễn Văn Hào / 阮文豪) làm Chánh trấn Thuận Thành, đồng thời phong Po Saong Nyung Ceng (Nam sử gọi là Nguyễn Văn Chấn / 阮文震) làm phó trấn, đặt chế độ chánh trấn và phó trấn và bỏ chế độ phiên vương. Cả Po Ladhuanpuguh và Po Saong Nyung Ceng vốn là những phú nông người Chăm, không có xuất thân vương tộc.
Bị chúa Nguyễn tước mất vương vị, Po Krei Brei (Nguyễn Văn Chiêu) đành đưa gia quyến bỏ sang tỉnh Tbong Khmum của Chân Lạp định cư. Lần này, người Chăm từ Việt Nam chạy sang Campuchia tị nạn rất đông. Đoàn tị nạn gốc vương tộc này đến an trí tại Roka Po Pram, nơi vốn tập trung rất nhiều lưu dân Chăm và Mã Lai Hồi giáo. Ban sơ Po Krei Brei cũng muốn dựa vào thế lực của triều đình Kampuchea để đòi lại vương vị, nhưng tình hình xứ sở này cũng rất hỗn loạn vì những cuộc giao tranh của Xiêm và Tây Sơn rồi Nguyễn, nên rốt cuộc ông phải chôn mọi tham vọng bá quyền. Hiện chưa rõ Po Krei Brei sinh thác năm nào, ông được cộng đồng Hồi giáo Tbong Khmum và Kampong Cham suy tôn là thủy tổ của mình.

### Cuộc nổi loạn ở trấn Thuận Thành
Vào năm 1796, Po Chongchan - lãnh tụ Chăm được triều Tây Sơn ủng hộ - theo quân Tây Sơn tiến công Băl Canar nhưng bị Po Saong Nyung Ceng tạm thời đẩy lui; tháng 10 cùng năm có một thủ lĩnh người Chăm Mã Lai tự xưng từng sống ở Mecca (thực ra là Kelantan) nhiều năm tên Tuan Phaow (Đồng Phù, Toàn Phù) cùng một tù trưởng khác [Tăng Mã] thừa dịp chúa Nguyễn bận công kích nhà Tây Sơn, xách động một cuộc bạo loạn nhằm khôi phục quyền tự trị hoàn toàn cho Panduranga, nhưng cũng bị Po Saong Nyung Ceng dẹp tan.
Đại Nam liệt truyện chép:
"Năm Bính Thìn [1796], man trưởng ở Dã Giang (thuộc tỉnh Bình Thuận) là Tăng Mã làm phản, quan quân đón đánh ở Phố Trâm phá tan được, Tăng Mã trốn chạy... Tù trưởng người Man là Đồng Phù [Tuan Phaow] quân bị tan vỡ bỏ chạy. Từ đó các man ở Thuận Thành không dám lại làm phản nữa."
Đại Nam thực lục ghi chi tiết:
Bính thìn, năm thứ 17 [1796], Tù trưởng Ba Phủ thuộc Thuận Thành là Toàn Phù (Tuan Phaow) tụ họp hơn 1.000 người, từ núi Đàn Linh ngầm xuống Cà Trập cướp bóc dân địa phương.
Đinh tỵ, năm thứ 18 [1797], tháng 2, Nguyễn Công Thái tiến đến Phố Châm, đánh úp phá tan giặc man Ba Phủ. Tù trưởng man là Toàn Phù vượt núi trốn chạy. Quân ta đốt trại kho vựa, bắt sống hơn 100 người man về trú ở bảo Đăng Trại... Tháng 5, người man Ba Phủ là Toàn Phù lại họp đảng hơn nghìn người đến đánh bảo Ma Đế. Thủ binh Thuận Thành chống không được, phải bỏ bảo chạy. Phó tướng quản dinh Bình Thuận là Phan Tiến Hoàng nghe tin báo đem quân thẳng tới, gặp giặc ở Cà Tán (tên đất), bắn chết mười mấy người. Giặc lui... Tháng 9, giặc Man Ba Phủ là Toàn Phù đem quân vây bảo Tà Lạp, lại ủy cho người đảng giữ núi La A để ngăn quân viện của ta. Phó tướng Phan Tiến Hoàng thống quản quân sở bộ và quan binh Thuận Thành, chia đường tiến đến La A. Hoàng cùng Quản đạo Phố Hài là Phạm Tiến Tuấn đánh mặt trước, Cai cơ Lê Văn Niệm đánh mặt sau. Giặc thua vỡ to. Quân ta thừa thắng tiến thẳng đến Thuận Thành. Bọn Cai cơ Nguyễn Văn Vĩnh ở Tà Lạp nghe tin quân viện đến, mở bảo ra đánh, Toàn Phù bèn giải vây, vượt núi chạy. Hoàng thấy xứ ấy đường núi hiểm xa, chuyển vận rất khó, lại thêm mưa lụt lam chướng, quân nhiều người ốm, bèn rút quân về, để quân Thuận Thành đóng giữ các bảo Đăng Trại, Cà Tán, dâng sớ xin đợi đến mùa đông tạnh ráo sẽ cất quân đánh dẹp.
Tháng 11, vua nước Chân Lạp là Nặc Ấn chết. Con là Nặc Chăn nối ngôi... Tháng 12, sai Phó tướng Phan Tiến Hoàng đem tướng sĩ Tiền chi và Trung chi Tiền quân cùng Xiêm binh và hương binh hơn 1.600 người, tiến đánh giặc Man Ba Phủ. Khi quân đến Phố Châm thì Toàn Phù trốn xa, dư chúng ra hàng nhiều. Bèn dẫn quân về.
Về nhân vật Tuan Phaow (Đồng Phù), có ý kiến cho rằng ông ta trốn chạy sang Campuchia với tên Tuon Set Asmit và được vua Ang Eng thu dùng, cho làm tỉnh trưởng Tbong Khmum. Tuan Phaow sau đó làm tới chức Tể tướng dưới triều vua Ang Chan II với tên gọi Chiêu Chùy Tôn La Ca Đồng Phù (Chauvea Talaha Tuon Pha). Năm 1820, Đồng Phù bị phát hiện thân phận và bị triều đình nhà Nguyễn xử tử. Tuy nhiên, xét theo Đại Nam thực lục và liệt truyện, Tuan Phaow có thể không phải là vị Tể tướng gốc Chăm tên Tôn La Ca Đồng Phù thời vua Ang Chan II. Việc xử tử Đồng Phù là do Ang Chan II nhờ triều Nguyễn bắt giúp để trị tội đại nghịch vô đạo với vua Chân Lạp.
Đến tháng 7 năm 1799, Po Ladhuanpuguh băng hà, nhờ vào uy tín sẵn có mà Po Saong Nyung Ceng được cử làm tân vương.

### Loạn Lê Văn Khôi
Ngay sau khi Minh Mạng lên ngôi (1820), ông phân bố lại hành chính, chia Bình Thuận trấn thành 2 phủ Ninh Thuận và Hàm Thuận. Minh Mạng hạn chế hơn nữa quyền lực của hoàng gia Chăm.
Năm 1822, Chánh Chưởng (Cơng Can-Po Chơn), vị vua cuối cùng của Champa rời kinh đô Bal Canar (Tịnh Mỹ - Phan Rí) lưu vong tại Campuchia.
Tháng 10 năm 1832, chúa Chăm cuối cùng là Po Phaok The (Nguyễn Văn Thừa (阮文承)) trả lại toàn bộ dân và đất cho vua Minh Mạng và trở thành một viên quan địa phương triều Nguyễn. Vua Minh Mạng đã xóa trấn Thuận Thành và đặt phủ Ninh Thuận vào cùng năm đó, cho Nguyễn Văn Thừa làm Quản cơ, thuộc hạ là các Chánh đội trưởng Nguyễn Văn Giảng, Nguyễn Văn Thuận và Nguyễn Văn Thanh đều cho làm Cai đội. Năm 1833, Minh Mạng định phong cho tước cho Nguyễn Văn Thừa là Diên An bá, chức Vệ úy, hàm Tòng tam phẩm. Nhưng sau đó có án nghi Thừa câu kết với Lê Văn Khôi nên thôi.
Theo sách Tiễu Bình Thuận Man Phỉ Phương Luộc (1835) và bộ Đại Nam Thực Lục Chính Biên Đệ Nhị Kỷ (1860), sau khi chúa Po Phaok The thoái vị và trở thành viên quan triều Nguyễn, nhóm Lê Văn Khôi ở miền Nam bắt tay với Po Phaok The và một số quý tộc cũng như lãnh đạo tôn giáo Islam Chăm như Lá Buôn Vương, Thầy Điên. Lúc đó triều Nguyễn đang đánh Lê Văn Khôi ở miền Nam, và quân Nguyễn ở lại Ninh Thuận, Bình Thuận bị phiến quân Chăm và các bộ lạc miền núi tấn công mà chưa kịp đối phó. Có một số quý tộc thì lại theo vua Minh Mạng và không tham gia phiến quân, cộng đồng Chăm và các bộ lạc miền núi bị chia rẽ giữa hai phe: phe Lê Văn Khôi (phe chúa Chăm cũ) và phe vua Minh Mạng.

### Phong trào Hồi giáo Katip Sumat
Katip Sumat hay Katip Tamat là một tu sĩ Hồi giáo (imam) sinh ở Campuchia, đã từng sang Makah (tiểu vương quốc Kelantan) du học về triết lý Hồi giáo. Katip Sumat chỉ huy một đoàn quân đa số là người Chăm và Mã Lai sinh sống ở Campuchia sang Champa để hình thành một phong trào đấu tranh chống triều đình Huế vào năm 1833. Đây có thể coi như phong trào jihad (Thánh chiến) duy nhất đến nay trong lịch sử Việt Nam. Cuộc nổi dậy của Katip Sumat gây mối đe dọa thật sự cho triều đình Huế, buộc vua Minh Mạng phải gởi một đội binh hùng mạnh hơn 1000 người và ra lệnh vũ trang những cư dân Việt thuộc phủ Bình Thuận để họ tham gia trực tiếp vào cuộc chiến chống quân nổi loạn. Phong trào Hồi Giáo của Katip Sumat đã bị dập tắt vào tháng 7 năm Tỵ lịch Chăm, tức là cuối năm 1833 hay đầu năm 1834.
Phong trào của Katip Sumat có lẽ được sự hậu thuẫn của vị Sultan Muhamad I ở Kelantan (1800-1837).

### Khởi nghĩa Ja Thak Wa
Ja Thak Wa của Katip Thak Wa, một người Chăm Bani làng Văn Lâm, Phan Rang từng giữ nhiều chức vụ quan trọng trong triều đình Panduranga-Champa thời trước. Với tổ chức quy mô hơn, Ja Thak Wa xây dựng một chiến khu tại vùng cao nguyên Đồng Nai Thượng và Kauthara (Nha Trang-Phú Yên) vào năm 1834.
Ja Thak Wa sau đó triệu tập một hội đồng để chỉ định Po War Palei (tiếng Việt gọi là La Bôn Vương), dân tộc Raglai, thuộc làng Cadang, lên làm quốc vương (Po Patrai) của Panduranga. Po War Palei là anh rể của Po Dhar Kaok (tên Việt là Nguyễn Văn Nguyên), tức là cựu phó vương Panduranga dưới thời vua Po Phaok The (1828-1832). Sau đó, Ja Thak Wa đề nghị tấn phong một người gốc Churu mang chức là Cei Aia Harei (hoàng tử mặt trời) làm hoàng tử kế vị và Ja Yok Ai gốc người Chăm làm Panraong Sa-ai (đại quan quân sự).
Quân của Ja Thak Wa làm chủ tình hình vào đầu năm Ất Vị (1835), kiểm soát toàn bộ lãnh thổ Panduranga cũ gồm huyện An Phước, Hòa Đa, Tuy Tịnh và phủ Bình Thuận.
Trước sự đàn áp của nhà Nguyễn, nổi dậy Ja Thak Wa tại Panduranga kéo dài cho đến tháng thứ 4 năm 1835 thì kết thúc sau khi cả Po War Palei và Ja Thak Wa đều tử trận gần thôn Hữu Đức, Văn Lâm, Phan Rang.

### Thời kỳ cuối của trấn Thuận Thành
Khi vua Minh Mạng đưa quân tiêu diệt phiến quân Chăm và các bộc lạc miền núi, Thị Khăn Oa (Nai Khan Wa), công nữ Chăm hợp tác với vua Minh Mạng kêu gọi tất cả phiến quân còn lại đầu hàng, trở về phía triều đình. Công nữ đã thuyết phục thành công. Vua Minh Mạng đồng ý duy trì hoàng gia Chăm (gia đình chúa Chăm). Các hoàng tử Chăm đời đời nhận chức Tri huyện Huyện Hòa Đa Thổ (tức Quận Phan Lý Chàm thời chính quyền Sài Gòn) dưới triều Nguyễn. Theo các bộ sắc phong mà các hoàng tử Chăm được vua Nguyễn các đời gửi (bản chữ Hán), mối quan hệ giữa các ông tri huyện huyện Hòa Đa Thổ và chính quyền Huế diễn ra tốt đẹp đến tận năm 1945.
Năm 1945, hoàng tử Dụng Gạch (em trai công nữ Nguyễn Thị Thềm) đang là chức hương bộ và được gọi là Bộ Gạch, làm việc tại palei Kalon tức ấp Trinh Hòa (nay là xã Phan Sơn, Phan Lâm, huyện Bắc Bình và Khu Bảo tồn Thiên nhiên Kalon Sông Mao) nơi mà Bà Nai Khan Wa cùng các bộ lạc miền núi khai hoang. Hoàng tử Dụng Gạch đã hưởng ứng lời kêu gọi cách mạng tháng Tám, bảo cho bà con Chăm và các dân tộc miền núi theo cách mạng. Sau cách mạng thành công, Hoàng tử Dụng Gạch giữ chức Phó chủ tịch Ủy ban Hành chính Lâm thời Huyện Hòa Đa phụ trách miền núi.
Lịch sử miền đất Tây Nguyên ngày nay sau khi tách khỏi lịch sử Chăm Pa vào năm 1471 còn chưa được các học giả quan tâm nghiên cứu. Mối quan hệ lịch sử giữa Chăm Pa (trước thời Lê), Nam Bàn (thời Lê) và hai nước Thủy Xá, Hóa Xá (thời Nguyễn) còn chưa được chứng minh. Tuy nhiên theo Cương mục thì vua Lê Thánh Tông phong cho dòng dõi chúa Chăm Pa làm Nam Bàn quốc vương và đất đai Nam Bàn chính là đất phụ thuộc Chăm Pa xưa (trước thời Lê) và vào thời Nguyễn đấy chính là đất của hai nước Thủy Xá và Hỏa Xá (tức Tây Nguyên ngày nay). Sau khi Chăm Pa bị sáp nhập hoàn toàn vào Việt Nam thì hai nước Thủy Xá và Hỏa Xá tức miền đất Tây Nguyên ngày nay vẫn giữ được độc lập nhưng trở thành phiên thuộc của nhà Nguyễn cho đến thời Pháp thuộc. Còn một số Bon, Palei phía Nam Lâm Đồng thì triều Nguyễn đặt Phủ Di Dinh Thổ (tức Phủ Di Linh Thượng), đưa viên quan Chăm cai trị cho đến năm 1945 nên mối quan hệ giữa hoàng gia Chăm và các bộ lạc miền núi rất mật thiết như việc hoàng tử Dụng Gạch được các bộ lạc miền núi tin tưởng.

#### Tiếng Việt
- Quốc sử quán triều Nguyễn, Đại Nam thực lục (toàn tập). Bản dịch của Trung tâm khoa học xã hội và nhân văn quốc gia, Viện sử học Quốc sử quán triều Nguyễn, Tổ Phiên dịch Viện Sử học phiên dịch. Nhà xuất bản Giáo dục xuất bản năm 2007.
- Quốc sử quán triều Nguyễn, Đại Nam liệt truyện (toàn tập). Nhà Xuất Bản Thuận Hóa.
- Nguyễn Văn Huy. Tìm hiểu người Chăm Việt Nam.
- Trần Trọng Kim (1919), Việt Nam sử lược.
- Châu Hải Đường (2018), An Nam Truyện – Ghi chép về Việt Nam trong chính sử Trung Quốc xưa. Công ty Cổ phần sách Tao Đàn, Nhà Xuất Bản Hội Nhà Văn.
- Lê Thái Dũng (2017)
- Vương Quốc Champa: Lịch sử 33 Năm Cuối Cùng, 1802-1835, Po Dharma, Paris 1987.
- Sự vùng dậy của Ja Thak Wa (1834-1835), Champaka số 9 (2008), Po Dharma.
- "Cuộc thánh chiến Hồi giáo chống triều đình Huế của giáo sĩ Katip Sumat".

#### Tiếng Anh và ngoại ngữ khác
- David Chandler (2009), A History Of Cambodia, 4th Edition Westview Press.
- David Chandler, Cambodia's Relations with Siam in the Early Bangkok Period: The Politics of a Tributary State. Journal of the Siam Society LX/1, 1972 - siamese-heritage.org
- Theam, Bun Srun (1981). Cambodia in the Mid-Nineteenth Century: A Quest for Survival (PDF). Unpublished dissertation, Australian National University.
- Professor David Chandler, review of Murder and Mayhem in Seventeenth Century Cambodia, (review no. 870). Date accessed: 29 October, 2019
- Van der Kraan, Alfons. Murder and mayhem in seventeenth-century Cambodia: Anthony Van Diemen vs. King Ramadhipati I / Alfons Van der Kraan. Chiang Mai, Thailand: Silkworm Books, 2009. ISBN 9789749511626
- Vu Duc Liem (2012). The rise of the Nguyen Dynasty and change in the power paradigm of early nineteenth century mainland Southeast Asia. Thesis (M.A.) - Chulalongkorn University, 2012
- Zottoli, Brian A. (2011). Reconceptualizing Southern Vietnamese History from the 15th to the 18th Centuries: Competition along the Coasts from Guangdong to Cambodia.
- Alberto Pérez Pereiro (2012). Historical Imagination, Diasporic Identity And Islamicity Among The Cham Muslims of Cambodia. ARIZONA STATE UNIVERSITY
- Claudia Seise (2009). The Cham Minority in Cambodia: Division within - Introduction to Contemporary Changes in Cham Communities. State Islamic University of Yogyakarta
- Philipp Bruckmayr (2019). Cambodia's Muslims and the Malay world: Malay language, Jawi script, and Islamic factionalism from the 19th century to the present. Leiden; Boston: Brill, [2019]
- OKAWA Reiko. Hidden Islamic Literature in a Cambodian Village: The Cham in the Khmer Rouge Period. Meiji Gakuin review International & regional studies (2014)
- Kiernan, Ben. 2008. The Pol Pot Regime: Race, Power, and Genocide in Cambodia under the Khmer Rouge, 1975-79 (third edition), New Haven and London: Yale University Press.
- Collins, William. 2009. "Cham Muslims," Ethnic Groups of Cambodia, Phnom Penh: Center for Advanced Studies, 2009.
- Eng, Kok-Thay (2013). From the Khmer Rouge to Hambali. Rutgers, The State University of New Jersey.
- MOHAMAD ZAIN Musa, NIK HASSAN SHUHAIMI Nik Abdul Rahman, ZULISKANDAR Ramli, ADNAN Jusoh. CONSEQUENCES OF THE 1858 MALAY-CHAM REBELLION IN CAMBODIA. Malaysian Journal of History, Politics & Strategic Studies, Vol. 40 (2) (December 2013): 44-74 @ School of History, Politics & Strategy, UKM; ISSN 2180-0251 (electronic), 0126-5644 (paper)
- Geoff Wade, translator, Southeast Asia in the Ming Shi-lu: an open access resource, Singapore: Asia Research Institute and the Singapore E-Press, National University of Singapore. The Chinese sources on Cambodia during this period.
- Mohamed Effendy Bin ABDUL HAMID (2006), Understanding the Cham Identity in Mainland Southeast Asia: Contending Views. Sojourn: Journal of Social Issues in Southeast Asia. Vol. 21, No. 2, Dynamics of the Local (October 2006), pp. 230–253 (24 pages)
- Jean-Michel Filippi (2011), The long tragedy of Cham history. The Phnom Penh Post.
- Scupin, Raymond (2007), Cham Muslims of Thailand: a haven of security in Mainland Southeast Asia. Institute of Muslim Minority Affairs. Journal, Volume 10, 1989 - Issue 2.
- Nicolas Weber, Exploring Cam Narrative Sources for History of the Cam Diaspora of Cambodia, Nalanda-Sriwijaya Centre Working Paper No 17 (Feb 2015), http://www.iseas.edu.sg/nsc/documents/working_papers/nscwps017.pdf[liên kết hỏng]
- MOHAMED EFFENDY BIN ABDUL HAMID (2008-02-28). Revisiting Cham Ethnic Identity in Vietnam and Cambodia: The Concept of "Ethnic Passport". ScholarBank@NUS Repository.
- Danny Wong Tze Ken (2004), Vietnam-Champa Relations and the Malay-Islam Regional Network in the 17th–19th Centuries. Kyoto Review of Southeast Asia. Issue 5 (March 2004). Islam in Southeast Asia.
- Federico Sabeone (2017), Islam in Cambodia: The fate of the Cham Muslims. European Institute for Asian Studies
- Killean, R., Hickey, R., Moffett, L., Viejo Rose, D., So, F., & Orn, V. (2018). Cham: Culture & History Story of Cambodia. Documentation Center of Cambodia.
- Islam Cambodia. (2014). Communities & Culture. Truy cập from http://islamcambodia.org/communitiesculture.
- Bruckmayr, P. (2014). The Cham Muslims of Cambodia: From Forgotten Minority to Focal Point of Islamic Internationalisation, The American Journal of Islamic Social Sciences.
- K. W. Taylor (2013). A History of Vietnamese. Cambridge University Press. p. 301. ISBN 978-0-521-87586-8.
- The Project Gutenberg EBook of Embassy to the Eastern Courts of Cochin-China, Siam, and Muscat, by Edmund Roberts
- Anthony Milner (2011), The Malays - The Peoples of South-East Asia and the Pacific. John Wiley & Sons, 2011.
- Ben Kiernan (2017), Việt Nam: A History from Earliest Times to the Present. Oxford University Press, 2017.
- Danny Wong Tze Ken (2013), The Cham Arrivals in Malaysia: Distant Memories and Rekindled Links, Archipel